# Musikjahr 2011
Liste der Musikjahre

◄◄ | ◄ | 2007 | 2008 | 2009 | 2010 | Musikjahr 2011 | 2012 | 2013 | 2014 | 2015 | ► | ►►

Weitere Ereignisse · Country-Musik
Dieser Artikel behandelt das Musikjahr 2011.
Zu den erfolgreichsten Künstlern gehörte – sowohl national, als auch international – die Britin Adele. Sie befand sich auch vielen Bestenlisten, zum Beispiel im Rolling Stone. Die wohl berühmteste Verstorbene des Jahres war Amy Winehouse. Die erfolgreichste Single in Deutschland war On the Floor von Jennifer Lopez.

## Ereignisse

### Populäre Musik und Jazz
- 06. März: Die britische Progressive-Rock-Band Yes startet im House of Blues in Houston ihre Rite of Spring Tour. Die Tournee endet nach 21 Konzerten am 31. Mai 2011 in Mexiko-Stadt.
- 04. Juli: Die britische Progressive-Rock-Band Yes startet ihre Fly from Here Tour, die nach 90 Konzerten am 21. August 2012 endet.
- 24. November: Auf ProSieben wird die erste Folge der Gesangs-Castingshow The Voice of Germany ausgestrahlt.

### Klassische Musik und Musiktheater
- 27. Februar: Jubiläumskonzert zum 25-jährigen Bestehen der Wiener Kammerphilharmonie im Wiener Musikverein mit dem Solisten Till Fellner.
- 06. April: Uraufführung der Folk-Oper in drei Akten Wenn der Farn blüht von Jewhen Stankowytsch (Musik) mit einem Libretto von Aleksandr Stelmaschenko in der Nationalen Philharmonie der Ukraine in Kiew.
- 14. September: Uraufführung der Oper Türkenkind von Wolfram Wagner (Musik) auf ein Libretto von Kristine Tornquist (Libretto) im sirene Operntheater in Wien.

### Film und Fernsehen
- Queen: Days of Our Lives – zweiteiliger britischer Dokumentarfilm von Matt O’Casey über die Karriere der britischen Rockband Queen

## Musikcharts

### Deutschland
| Singles                                                  | Position | Alben                                                      |
| -------------------------------------------------------- | -------- | ---------------------------------------------------------- |
|                                                          |          |                                                            |
| On the Floor Jennifer Lopez feat. Pitbull                | 1        | 21 Adele                                                   |
| Mr. Saxobeat Alexandra Stan                              | 2        | MTV Unplugged – Live aus dem Hotel Atlantic Udo Lindenberg |
| Grenade Bruno Mars                                       | 3        | Schiffsverkehr Herbert Grönemeyer                          |
| Rolling in the Deep Adele                                | 4        | Doo-Wops & Hooligans Bruno Mars                            |
| Call My Name Pietro Lombardi                             | 5        | Große Freiheit Unheilig                                    |
| New Age Marlon Roudette                                  | 6        | Wir sind am Leben Rosenstolz                               |
| Sweat Snoop Dogg vs. David Guetta                        | 7        | Zaz                                                        |
| Party Rock Anthem LMFAO feat. Lauren Bennett & GoonRock  | 8        | Christmas Michael Bublé                                    |
| Give Me Everything Pitbull feat. Ne-Yo, Afrojack & Nayer | 9        | Best of Helene Fischer Helene Fischer                      |
| Nur noch kurz die Welt retten Tim Bendzko                | 10       | Für einen Tag Helene Fischer                               |

Die längsten Nummer-eins-Singles
Lieder, die die meiste Zeit während eines anderen Jahres auf Platz 1 der Charts verbrachten, werden hier nicht aufgeführt.
1. Marlon Roudette – New Age (8 Wochen)
2. Alexandra Stan – Mr. Saxobeat (7 Wochen)
3. Jennifer Lopez feat. Pitbull – On the Floor; Bruno Mars – Grenade (jeweils 6 Wochen)

Die längsten Nummer-eins-Alben
Alben, die die meiste Zeit während eines anderen Jahres auf Platz 1 der Charts verbrachten, werden hier nicht aufgeführt.
1. Udo Lindenberg – 	MTV Unplugged – Live aus dem Hotel Atlantic (6 Wochen)
2. Adele – 21 (5 Wochen)
3. Unheilig – Große Freiheit (4 Wochen)

Alle Nummer-eins-Hits und die Hits des Jahres

### Österreich
| Singles                                                  | Position | Alben                                |
| -------------------------------------------------------- | -------- | ------------------------------------ |
|                                                          |          |                                      |
| On the Floor Jennifer Lopez feat. Pitbull                | 1        | Herzwerk Andreas Gabalier            |
| Mr. Saxobeat Alexandra Stan                              | 2        | 21 Adele                             |
| Sweat Snoop Dogg vs. David Guetta                        | 3        | Volks-Rock’n’Roller Andreas Gabalier |
| Danza Kuduro Lucenzo feat. Don Omar                      | 4        | Da komm’ ich her Andreas Gabalier    |
| Hello Martin Solveig & Dragonette                        | 5        | EntwederUndOder Hubert von Goisern   |
| Party Rock Anthem LMFAO feat. Lauren Bennett & GoonRock  | 6        | Nothing but the Beat David Guetta    |
| Give Me Everything Pitbull feat. Ne-Yo, Afrojack & Nayer | 7        | Große Freiheit Unheilig              |
| Brenna tuats guat Hubert von Goisern                     | 8        | Schwerelos Andrea Berg               |
| The Time (Dirty Bit) The Black Eyed Peas                 | 9        | Schiffsverkehr Herbert Grönemeyer    |
| I sing a Liad für di Andreas Gabalier                    | 10       | Doo-Wops & Hooligans Bruno Mars      |

Die längsten Nummer-eins-Singles
Lieder, die die meiste Zeit während eines anderen Jahres auf Platz 1 der Charts verbrachten, werden hier nicht aufgeführt.
1. Alexandra Stan – Mr. Saxobeat (7 Wochen)
2. Martin Solveig & Dragonette – Hello; Hubert von Goisern – Brenna tuats guat (jeweils 5 Wochen)
3. The Black Eyed Peas – The Time (Dirty Bit); Lady Gaga – Born This Way; Pietro Lombardi – Call My Name; Lucenzo feat. Don Omar – Danza Kuduro; Taio Cruz feat. Flo Rida – Hangover (jeweils 4 Wochen)

Die längsten Nummer-eins-Alben
Alben, die die meiste Zeit während eines anderen Jahres auf Platz 1 der Charts verbrachten, werden hier nicht aufgeführt.
1. Andreas Gabalier – Volks-Rock’n’Roller (5 Wochen)
2. Pietro Lombardi – Jackpot (4 Wochen)
3. Andrea Berg – Schwerelos; Trackshittaz – Oidaah pumpn muas’s; Peter Alexander – Seine größten Erfolge und mehr; Herbert Grönemeyer – Schiffsverkehr; David Guetta – Nothing but the Beat (jeweils 3 Wochen)

Alle Nummer-eins-Hits und die Hits des Jahres

### Schweiz
| Singles                                                   | Position | Alben                             |
| --------------------------------------------------------- | -------- | --------------------------------- |
|                                                           |          |                                   |
| On the Floor Jennifer Lopez feat. Pitbull                 | 1        | 21 Adele                          |
| Rolling in the Deep Adele                                 | 2        | Bart aber herzlich Bligg          |
| Mr. Saxobeat Alexandra Stan                               | 3        | Mylo Xyloto Coldplay              |
| Danza Kuduro Lucenzo feat. Don Omar                       | 4        | Doo-Wops & Hooligans Bruno Mars   |
| Grenade Bruno Mars                                        | 5        | Nothing but the Beat David Guetta |
| Welcome to St. Tropez DJ Antoine vs. Timati feat. Kalenna | 6        | Loud Rihanna                      |
| Party Rock Anthem LMFAO feat. Lauren Bennett & GoonRock   | 7        | Songs from the Heart Celtic Woman |
| Give Me Everything Pitbull feat. Ne-Yo, Afrojack & Nayer  | 8        | 2011 DJ Antoine                   |
| Someone like You Adele                                    | 9        | Up in the Sky 77 Bombay Street    |
| Set Fire to the Rain Adele                                | 10       | Born This Way Lady Gaga           |

Die längsten Nummer-eins-Singles
Lieder, die die meiste Zeit während eines anderen Jahres auf Platz 1 der Charts verbrachten, werden hier nicht aufgeführt.
1. Bruno Mars – Grenade; Alexandra Stan – Mr. Saxobeat (jeweils 6 Wochen)
2. Duck Sauce – Barbra Streisand; Jennifer Lopez feat. Pitbull – On the Floor; LMFAO feat. Lauren Bennett & GoonRock – Party Rock Anthem; Sean Paul feat. Pitbull – Got 2 Luv U (jeweils 5 Wochen)
3. Adele – Someone like You (4 Wochen)

Die längsten Nummer-eins-Alben
Alben, die die meiste Zeit während eines anderen Jahres auf Platz 1 der Charts verbrachten, werden hier nicht aufgeführt.
1. Adele – 21 (9 Wochen)
2. Gotthard – Heaven – Best of Ballads Part 2; Lady Gaga – Born This Way; David Guetta – Nothing but the Beat (jeweils 4 Wochen)
3. Herbert Grönemeyer – Schiffsverkehr; The Baseballs – Strings ’n’ Stripes; Coldplay – Mylo Xyloto (jeweils 3 Wochen)

Alle Nummer-eins-Hits und die Hits des Jahres

### Vereinigtes Königreich
| Singles                                                  | Position | Alben                           |
| -------------------------------------------------------- | -------- | ------------------------------- |
|                                                          |          |                                 |
| Someone like You Adele                                   | 1        | 21 Adele                        |
| Moves Like Jagger Maroon 5 feat. Christina Aguilera      | 2        | Christmas Michael Bublé         |
| Party Rock Anthem LMFAO feat. Lauren Bennett & GoonRock  | 3        | Doo-Wops & Hooligans Bruno Mars |
| Price Tag Jessie J feat. B.o.B                           | 4        | 19 Adele                        |
| We Found Love Rihanna feat. Calvin Harris                | 5        | Mylo Xyloto Coldplay            |
| Give Me Everything Pitbull feat. Ne-Yo, Afrojack & Nayer | 6        | Loud Rihanna                    |
| Grenade Bruno Mars                                       | 7        | Born This Way Lady Gaga         |
| The A Team Ed Sheeran                                    | 8        | Who You Are Jessie J            |
| Rolling in the Deep Adele                                | 9        | + Ed Sheeran                    |
| On the Floor Jennifer Lopez feat. Pitbull                | 10       | Talk That Talk Rihanna          |

Die längsten Nummer-eins-Singles
Lieder, die die meiste Zeit während eines anderen Jahres auf Platz 1 der Charts verbrachten, werden hier nicht aufgeführt.
1. Rihanna feat. Calvin Harris – We Found Love (6 Wochen)
2. Adele – Someone like You (5 Wochen)
3. LMFAO feat. Lauren Bennett & GoonRock – Party Rock Anthem (4 Wochen)

Die längsten Nummer-eins-Alben
Alben, die die meiste Zeit während eines anderen Jahres auf Platz 1 der Charts verbrachten, werden hier nicht aufgeführt.
1. Adele – 21 (18 Wochen)
2. Lady Gaga – Born This Way; Rihanna – Loud ; Amy Winehouse – Back to Black; Michael Bublé – Christmas (jeweils 3 Wochen)

Alle weiteren Alben waren entweder eine oder zwei Wochen auf Platz 1 gelistet.
Alle Nummer-eins-Hits und die Hits des Jahres

### Vereinigte Staaten
| Singles                                                  | Position | Alben                       |
| -------------------------------------------------------- | -------- | --------------------------- |
|                                                          |          |                             |
| Rolling in the Deep Adele                                | 1        | 21 Adele                    |
| Party Rock Anthem LMFAO feat. Lauren Bennett & GoonRock  | 2        | Speak Now Taylor Swift      |
| Firework Katy Perry                                      | 3        | Born This Way Lady Gaga     |
| E.T. Katy Perry feat. Kanye West                         | 4        | My Kinda Party Jason Aldean |
| Give Me Everything Pitbull feat. Ne-Yo, Afrojack & Nayer | 5        | The Gift Susan Boyle        |
| Grenade Bruno Mars                                       | 6        | Tha Carter IV Lil Wayne     |
| Super Bass Nicki Minaj                                   | 7        | Pink Friday Nicki Minaj     |
| Moves Like Jagger Maroon 5 feat. Christina Aguilera      | 8        | Sigh No More Mumford & Sons |
| Just Can’t Get Enough The Black Eyed Peas                | 9        | Loud Rihanna                |
| On The Floor Jennifer Lopez                              | 10       | Teenage Dream Katy Perry    |

Die längsten Nummer-eins-Singles
Lieder, die die meiste Zeit während eines anderen Jahres auf Platz 1 der Charts verbrachten, werden hier nicht aufgeführt.
1. Rihanna feat. Calvin Harris – We Found Love; Adele – Rolling in the Deep (jeweils 7 Wochen)
2. LMFAO feat. Lauren Bennett & GoonRock – Party Rock Anthem; Lady Gaga – Born This Way (jeweils 6 Wochen)
3. Katy Perry feat. Kanye West – E.T.; Adele – Someone like You (jeweils 5 Wochen)

Die längsten Nummer-eins-Alben
Alben, die die meiste Zeit während eines anderen Jahres auf Platz 1 der Charts verbrachten, werden hier nicht aufgeführt.
1. Adele – 21 (13 Wochen)
2. Taylor Swift – Speak Now (4 Wochen)
3. Michael Bublé – Christmas (3 Wochen)

Alle Nummer-eins-Hits und die Hits des Jahres

### Charts in weiteren Ländern
Siehe auch: Nummer-eins-Hits 2011 in Argentinien,  Australien, Belgien, Bulgarien, Dänemark, Deutschland, Finnland, Frankreich, Griechenland, Irland, Italien, Japan, Kanada, Mexiko, Neuseeland, den Niederlanden, Norwegen, Österreich, Polen, Portugal, Schweden, der Schweiz, Slowakei, Spanien, Südkorea, Tschechien, Ungarn, den Vereinigten Staaten und im Vereinigten Königreich.

## Musikpreise und Ehrungen

### Billboard Music Awards
- Bester Künstler: Eminem
- Bester Neuer Künstler: Justin Bieber
- Beste(s) Duo/Gruppe: The Black Eyed Peas
- Top Hot 100 Lied: Dynamite von Taio Cruz
- Top Billboard 200 Album: Recovery von Eminem
- Millenium Award: Beyoncé
- Icon Award: Neil Diamond

### Echo 2011
- Künstler National Rock/Pop: David Garrett – Rock Symphonies
- Künstler International Rock/Pop: Phil Collins – Going Back
- Künstlerin National Rock/Pop: Lena Meyer-Landrut – My Cassette Player
- Künstlerin International Rock/Pop: Amy Macdonald – A Curious Thing
- Gruppe National Rock/Pop: Ich + Ich – Gute Reise
- Gruppe National Rock/Pop: Take That – Progress
- Hit des Jahres (national oder international): Israel Kamakawiwoʻole – Somewhere over the Rainbow / What a Wonderful World (posthum)
- Album des Jahres (national oder international): Unheilig – Große Freiheit

### Grammy Awards 2011
- Single des Jahres: Need You Now von Lady Antebellum
- Album des Jahres: The Suburbs von Arcade Fire
- Song des Jahres: Need You Now von Lady Antebellum
- Bester neuer Künstler: Esperanza Spalding

### Juno Awards
- Bester Künstler: Neil Young
- Bester Neuer Künstler: Meagan Smith
- Beste Gruppe: Arcade Fire
- Fan Choice Award: Justin Bieber
- Album des Jahres: The Suburbs von Arcade Fire
- Single des Jahres: Wavin' Flag von Young Artists for Haiti
- Canadian Music Hall of Fame: Shania Twain

### MTV Europe Music Awards 2011
- Bestes Video: Born This Way von Lady Gaga
- Bestes Lied: Born This Way von Lady Gaga
- Beste Künstlerin: Lady Gaga
- Bester Künstler: Justin Bieber
- Bester Newcomer: Bruno Mars

### MTV Video Music Awards
- Video des Jahres: Firework von Katy Perry
- Best Male Video: U Smile von Justin Bieber
- Best Female Video: Born This Way von Lady Gaga
- Best New Artist: Yonkers von Tyler, the Creator
- Michael Jackson Video Vanguard Award: Britney Spears

### Oscar 2011
- Beste Filmmusik: Trent Reznor und Atticus Ross – The Social Network
- Bester Filmsong: Randy Newman – We Belong Together (Toy Story 3)

### Polar Music Prize
- Patti Smith und Kronos Quartet

### Musikwettbewerbe und Castingshows
Eurovision Song Contest
1. Ell & Nikki: Running Scared
2. Raphael Gualazzi: Madness of Love
3. Eric Saade: Popular
4. Mika Newton: Angel
5. A Friend in London: New Tomorrow

Bundesvision Song Contest
1. Tim Bendzko: Wenn Worte meine Sprache wären
2. Flo Mega: Zurück
3. Bosse & Anna Loos: Frankfurt/Oder
4. Glasperlenspiel: Echt
5. Kraftklub: Ich will nicht nach Berlin

Deutschland sucht den Superstar
1. Pietro Lombardi
2. Sarah Engels
3. Ardian Bujupi

The Voice of Germany
1. Ivy Quainoo – Do You Like What You See
2. Kim Sanders – Haunted
3. Michael Schulte – Carry Me Home

X Factor (Deutschland)
1. David Pfeffer
2. Raffaela Wais
3. Nica & Joe

## Jahresbestenlisten

### Intro
| Singles | Alben |
| --- | --- |
| 1. The Rapture – How Deep Is Your Love? 2. Metronomy – The Look 3. M83 – Midnight City 4. Boy – Little Numbers 5. Lana Del Rey – Video Games 6. Patrick Wolf – The City 7. Destroyer – Kaputt 8. Tyler, the Creator – Yonkers 9. Foster the People – Pumped Up Kicks 10. James Blake – Limit to Your Love | 1. Destroyer – Kaputt 2. Bon Iver – Bon Iver 3. Metronomy – The English Riviera 4. John Maus – We Must Become the Pitiless Censors of Ourselves 5. James Blake – James Blake 6. Andreas Dorau – Todesmelodien 7. Beirut – The Rip Tide 8. Yuck – Yuck 9. Mogwai – Hardcore Will Never Die, But You Will 10. WU LYF – Go Tell Fire to the Mountain |

### Musikexpress
| Singles | Alben |
| --- | --- |
| 1. Ja, Panik – DMD KIU LIDT 2. Lady Gaga – The Edge of Glory 3. James Blake – Limit to Your Love 4. Lana Del Rey – Video Games 5. The Rapture – How Deep Is Your Love? 6. Austra – Lose It 7. The Kills – Satellite 8. Feist – Graveyard 9. The Naked and Famous – Young Blood 10. The Strokes – Under Cover of Darkness | 1. PJ Harvey – Let England Shake 2. James Blake – James Blake 3. Feist – Metals 4. Radiohead – The King of Limbs 5. Bon Iver – Bon Iver 6. Fleet Foxes – Helplessness Blues 7. The Rapture – In the Grace of Your Love 8. Anna Calvi – Anna Calvi 9. Metronomy – The English Riviera 10. Shabazz Palaces – Black Up |

### Laut.de
| Singles | Alben |
| --- | --- |
| 1. M83 – Midnight City 2. Lana Del Rey – Video Games 3. The Black Keys – Lonely Boy 4. Metronomy – The Look 5. The Rapture – How Deep Is Your Love? 6. Portugal. The Man – So American 7. James Blake – The Wilhelm Scream 8. Destroyer – Kaputt 9. Beastie Boys feat. Santigold – Don’t Play No Game That I Can't Win 10. Tyler, the Creator – Yonkers | 1. PJ Harvey – Let England Shake 2. The Kills – Blood Pressures 3. Noel Gallagher – Noel Gallagher’s High Flying Birds 4. De Staat – Machinery 5. Tom Waits – Bad as Me 6. Feist – Metals 7. Robag Wruhme – Thora Vukk 8. Metronomy – The English Riviera 9. Thurston Moore – Demolished Thoughts 10. Mogwai – Hardcore Will Never Die, But You Will. |

### Rolling Stone
| Singles | Alben |
| --- | --- |
| 1. Adele – Rolling in the Deep 2. Jay-Z feat. Kanye West – Niggas in Paris 3. Britney Spears – Till the World Ends 4. Foo Fighters – These Days 5. Paul Simon – Rewrite 6. Radiohead – Lotus Flower 7. Lady Gaga – The Edge of Glory 8. Beyoncé – Countdown 9. Lil Wayne feat. Cory Gunz – Six Foot Seven Foot 10. The Decemberists – Don’t Carry It All | 1. Adele – 21 2. Jay-Z feat. Kanye West – Watch the Throne 3. Paul Simon – So Beautiful or So What 4. Fleet Foxes – Helplessness Blues 5. Radiohead – The King of Limbs 6. Lady Gaga – Born This Way 7. The Decemberists – The King Is Dead 8. Wilco – The Whole Love 9. Wild Flag – Wild Flag 10. Robbie Robertson – How to Become Clairvoyant |

### Spex
| Singles | Alben |
| --- | --- |
| 1. Tyler, the Creator – Yonkers 2. Ja, Panik – DMD KIU LIDT 3. Lana Del Rey – Video Games 4. Hercules and Love Affair – My House 5. Active Child – Hanging On 6. Esben and the Witch – Marching Song 7. Lady Gaga – Born This Way 8. The Rapture – How Deep Is Your Love? 9. African Hitech – Out in the Streets 10. M83 – Midnight City | 1. Zola Jesus – Conatus 2. James Blake – James Blake 3. PJ Harvey – Let England Shake 4. Ja, Panik – DMD KIU LIDT 5. Matana Roberts – COIN COIN Chapter One: Gens de couleur libres 6. Casper – XOXO 7. John Maus – We Must Become the Pitiless Censors of Ourselves 8. African Hitech – 93 Million Miles 9. Active Child – You Are All I See 10. Michaela Meise – Preis dem Todesüberwinder |

### Visions
| Alben des Jahres |
| --- |
| 1. La Dispute – Wildlife 2. Foo Fighters – Wasting Light 3. Fleet Foxes – Helplessness Blues 4. Liturgy – Aesthetica 5. The Black Keys – El Camino 6. Touché Amoré – Parting The Sea Between Brightness And Me 7. Casper – XOXO 8. Fucked Up – David Comes to Life 9. PJ Harvey – Let England Shake 10. Russian Circles – Empros |

## Gründungen
- Bei Bedarf – deutsche Punkband aus Berlin-Kreuzberg
- Boomtown Shakedown – deutsche Band, die aus Musikern aus Münster und dem Ruhrgebiet besteht
- Die Brasserie – zehnköpfige deutsche Brassband aus Ravensburg
- Die Shitlers – deutsche Punkband aus Bochum
- Finefones Saxophone Quartet – deutsches Saxophonquartett
- Forced to Mode – deutsche Depeche-Mode-Tribute-Band
- Gloria Volt – Schweizer Hardrock-Band aus Winterthur
- Godskill – deutsche Black/Death-Metal-Band aus Heilbronn
- Gutrectomy – deutsche Extreme-Metal-Band aus Lörrach
- Hitsujibungaku – japanische Alternative-Rock-Band aus Tokio
- Landesjugendchor Mecklenburg-Vorpommern – Auswahlchor für junge Sängerinnen und Sänger aus Mecklenburg-Vorpommern
- Lyschko – deutsche Rockband aus Solingen, gegründet unter dem Namen The Cuckoo
- Malicorne – französische Folk- bzw. Folk-Rock-Band (Reunion)
- Maribou State – britisches Produzenten-Duo aus Hertfordshire
- Relative Pitch Records, Label für Jazz und Improvisationsmusik
- Royal Southern Brotherhood – US-amerikanische Blues- und Bluesrock-Supergroup
- Santiano – deutsche Band aus dem Norden Schleswig-Holsteins
- Snakecharmer – britische Hardrock-Band
- Surrender the Crown – deutsche Heavy-Rock-/Alternative-Metal-Band aus Saarbrücken
- The Butcher Sisters – deutsche Crossover-Band aus Mannheim
- The Dirty Nil – kanadische Rock-Band aus Dundas

## Neuveröffentlichungen (Auswahl)

### Lieder und Kompositionen
| Lied                          | Text | Musik | Erstinterpret                             | Label                                                  | Veröffentlichung | Genre                                 | Album                                            | Weitere Informationen |
| ----------------------------- | --- | --- | ----------------------------------------- | ------------------------------------------------------ | ---------------- | ------------------------------------- | ------------------------------------------------ | --------------------- |
| Can’t Hold Us                 | Ben Haggerty, Ryan Lewis, Ray Dalton | Ben Haggerty, Ryan Lewis, Ray Dalton | Macklemore & Ryan Lewis feat. Ray Dalton  |                                                        | 16. August 2011  | Alternative Hip-Hop                   | The Heist                                        |                       |
| Donald Trump                  | Malcolm McCormick, Jonathan King | Malcolm McCormick, Jonathan King | Mac Miller                                |                                                        | 8. Februar 2011  | Hip-Hop                               | Best Day Ever                                    |                       |
| Every Teardrop Is a Waterfall | Peter Allen, Adrienne Anderson, Guy Berryman, Jonny Buckland Harry Castioni, Will Champion, Alex Christensen, Brian Eno, Bela Lagonda, Chris Martin, Wycombe | Peter Allen, Adrienne Anderson, Guy Berryman, Jonny Buckland Harry Castioni, Will Champion, Alex Christensen, Brian Eno, Bela Lagonda, Chris Martin, Wycombe | Coldplay                                  | Parlophone                                             | 3. Juni 2011     | Adult Oriented Rock                   | Mylo Xyloto                                      |                       |
| Judas                         | Lady Gaga, Nadir Khayat | Lady Gaga, Nadir Khayat | Lady Gaga                                 | Interscope, Streamline Records, Konvikt                | 15. April 2011   | Pop, House, Dance                     | Born This Way                                    |                       |
| Popular                       | Fredik Kempe | Fredik Kempe | Eric Saade                                | Roxy Recordings                                        | 28. Februar 2011 | Europop                               |                                                  |                       |
| Rack City                     | Michael Stevenson, Dijon McFarlane, Mikely Adam | Michael Stevenson, Dijon McFarlane, Mikely Adam | Tyga                                      |                                                        | 2. Dezember 2011 | Hip-Hop, Gangsta-Rap                  | Careless World: Rise of the Last King            |                       |
| Telling the World             | Taio Cruz, Alan Kasirye | Taio Cruz, Alan Kasirye | Taio Cruz                                 |                                                        | 18. März 2011    | Contemporary R&B, Dance-Pop, Pop-Rock | Rio (O.S.T.) • Rokstarr (Special Edition) • TY.O |                       |
| Young, Wild & Free            | Snoop Dogg & Wiz Khalifa feat. Bruno Mars | Snoop Dogg & Wiz Khalifa feat. Bruno Mars | Snoop Dogg & Wiz Khalifa feat. Bruno Mars | Doggy Style Records, Rostrum Records, Atlantic Records | 11. Oktober 2011 | Hip-Hop, Pop-Rap                      | Mac & Devin Go to High School                    |                       |

### Alben
| Album                                           | Interpret                                                 | Label                              | Veröffentlichung   | Genre                                     | Weitere Informationen                                                         |
| ----------------------------------------------- | --------------------------------------------------------- | ---------------------------------- | ------------------ | ----------------------------------------- | ----------------------------------------------------------------------------- |
| 25 Jahre Songs an einem Sommerabend             | diverse                                                   | buschfunk                          | 2011               | Chanson, Liedermacher                     | Livealbum aus Anlass des 25-jährigen Jubiläums von Songs an einem Sommerabend |
| A Big Hand                                      | Tony Bevan, Paul Obermayer, Phil Marks und Dominic Lash   | Foghorn Records                    | 2011               | Jazz                                      |                                                                               |
| An und für sich                                 | Clueso                                                    | Columbia Records                   | 25. März 2011      | Pop                                       |                                                                               |
| Big Dogz                                        | Nazareth                                                  | Edel SE                            | 15. April 2011     | Hard Rock                                 |                                                                               |
| Collapse into Now                               | R.E.M.                                                    | Warner Brothers                    | 7. März 2011       | Alternative Rock                          | Letztes Studioalbum                                                           |
| Das volle Programm                              | Maite Kelly                                               | Koch Universal                     | 16. September 2011 | Schlager                                  |                                                                               |
| Die Harke und der Spaten                        | Sven-Åke Johansson                                        | Umlaut Records                     | 24. Dezember 2011  | Jazz, Neue Improvisationsmusik            |                                                                               |
| EntwederUndOder                                 | Hubert von Goisern                                        | Blankomusik                        | 2. September 2011  | Neue Volksmusik                           |                                                                               |
| Everybody Else But Me                           | Tony Bevan, Matthew Bourne, Tony Buck und Barre Phillips  | Foghorn Records                    | 2011               | Jazz, Neue Improvisationsmusik            |                                                                               |
| Feuer und Flamme                                | Beatrice Egli                                             | Jabel Records                      | 9. September 2011  | Schlager                                  |                                                                               |
| Forevermore                                     | Whitesnake                                                | Frontiers Music, Warner Music      | 25. März 2011      | Hard Rock                                 |                                                                               |
| Into the Wild                                   | Uriah Heep                                                | Sanctuary Records, Frontiers Music | 12. April 2011     | Hard Rock, Progressive Rock, Heavy Metal  |                                                                               |
| Io e te                                         | Gianna Nannini                                            | RCA Records                        | 11. Januar 2011    | Rock                                      |                                                                               |
| Joue Brassens: Au bois de mon cœur              | Christian Escoudé                                         | Universal Music                    | 2011               | Jazz                                      |                                                                               |
| Kairos                                          | Sepultura                                                 | Nuclear Blast                      | 24. Juni 2011      | Groove Metal, Thrash Metal                |                                                                               |
| Khaos Legions                                   | Arch Enemy                                                | Century Media                      | 30. Mai 2011       | Melodic Death Metal                       |                                                                               |
| Kippenberger hören                              | Oliver Augst und Rüdiger Carl mit Sven-Åke Johansson      | Whatness                           | 2011               | Klangkunst, Neue Improvisationsmusik      |                                                                               |
| Live at Kassiopeia                              | Julius Hemphill und Peter Kowald                          | NoBusiness Records                 | September 2011     | Jazz, Neue Improvisationsmusik            |                                                                               |
| Live at River Plate                             | AC/DC                                                     | Sony Music                         | 10. Mai 2011       | Hard Rock                                 | Livealbum                                                                     |
| Live in Finland                                 | Sonata Arctica                                            | Nuclear Blast                      | 11. November 2011  | Power Metal                               |                                                                               |
| New Blood: Live in London                       | Peter Gabriel                                             | Real World Records, Eagle Vision   | 24. Oktober 2011   | Artrock, Progressive Rock, Pop, Worldbeat | Videoalbum                                                                    |
| Oblique-1                                       | Tyshawn Sorey                                             | Pi Recordings                      | 27. September 2011 | Jazz                                      |                                                                               |
| Pourtant les cimes des arbres                   | Daunik Lazro, Benjamin Duboc und Didier Lasserre          | Dark Tree                          | 1. September 2011  | Jazz, Neue Improvisationsmusik            |                                                                               |
| Quid Pro Quo                                    | Status Quo                                                | Eagle Rock Entertainment           | 27. Mai 2011       | Rock                                      |                                                                               |
| Rockpalast: Blues Rock Legends Vol. 3           | Johnny Winter                                             | MIG Music                          | 25. Februar 2011   | Bluesrock, Blues                          |                                                                               |
| Santa Muerte                                    | Broilers                                                  | People Like You Records            | 10. Juni 2011      | Punkrock, Ska-Punk, Oi!-Punk              |                                                                               |
| Sketches and Ballads                            | Full Blast & Friends                                      | Trost Records                      | 2011               | Jazz                                      |                                                                               |
| Spiritual Knowledge and Grace                   | Louis Moholo, Dudu Pukwana, Johnny Dyani und Frank Wright | Ogun                               | 2011               | Jazz                                      |                                                                               |
| Tabaluga und die Zeichen der Zeit               | Peter Maffay                                              | Ariola                             | 7. Oktober 2011    | Pop-Rock                                  |                                                                               |
| The Complete Short Stories 1998–2010            | Howard Riley                                              | NoBusiness Records                 | 2011               | Jazz, Neue Improvisationsmusik            |                                                                               |
| The Ethiopian Princess Meets the Tantric Priest | Indigo Trio                                               | RogueArt                           | 2011               | Jazz                                      |                                                                               |
| The Mancy of Sound                              | Steve Coleman & Five Elements                             | Pi Recordings                      | Juli 2011          | Jazz                                      |                                                                               |
| The Music of Paul Motian: For the Love of Sarah | Motian Sickness                                           | Grizzley Music                     | 2011               | Jazz                                      |                                                                               |
| Trio New York                                   | Ellery Eskelin                                            | Prime Source                       | 2011               | Jazz                                      |                                                                               |
| Trip the Light Fantastic                        | Hal Galper Trio                                           | Origin Records                     | 15. November 2011  | Jazz                                      |                                                                               |
| Up2Date EP                                      | Samy Deluxe                                               | EMI                                | 2. Dezember 2011   | Deutscher Hip-Hop                         | EP                                                                            |
| Volks-Rock‘n’Roller                             | Andreas Gabalier                                          | Koch Universal                     | 14. Oktober 2011   | Volkstümliche Musik                       |                                                                               |
| Wasting Light                                   | Foo Fighters                                              | RCA Records                        | 8. April 2011      | Alternative Rock                          |                                                                               |
| World’s on Fire                                 | The Prodigy                                               | Take Me To The Hospital            | 23. Mai 2011       | Big Beat, Electronic                      | Livealbum                                                                     |

## Geboren

### Januar bis Juni
- 24. März: Benjamin Pajak, US-amerikanischer Kinder- und Musicaldarsteller
- 02. Juni: Willow Sage Hart, Tochter von Pink und Carey Hart
- 24. Juni: Himari Yoshimura, japanische Geigerin

## Gestorben

### Januar
- 01. Januar: Marin Constantin, rumänischer Dirigent und Komponist (* 1925)
- 01. Januar: Charles Fambrough, US-amerikanischer Jazzmusiker (* 1950)
- 01. Januar: Gil Garfield, US-amerikanischer Musiker und Songwriter (* 1933)
- 01. Januar: Flemming Jørgensen, dänischer Schauspieler und Sänger (* 1947)
- 01. Januar: Verne Langdon, US-amerikanischer Musiker und Musikproduzent (* 1941)
- 01. Januar: Albert Raisner, französischer Fernsehmoderator und Harmonikaspieler (* 1922)
- 03. Januar: Geraldo Flach, brasilianischer Musiker und Komponist (* 1945)
- 03. Januar: Ulrich Günther, deutscher Musikpädagoge (* 1923)
- 03. Januar: Nadka Karadschowa, bulgarische Sängerin (* 1937)
- 03. Januar: Suchitra Mitra, indische Sängerin (* 1924)
- 04. Januar: Harold Brown, kanadischer Pianist (* 1917)
- 04. Januar: Grady Chapman, US-amerikanischer Sänger (* 1929)
- 04. Januar: Jeff Jacobs, US-amerikanischer Trompeter und Keyboarder (* 1969)0
- 04. Januar: Mick Karn, britischer Musiker (* 1958)
- 04. Januar: Gustavo Kupinski, argentinischer Musiker (* 1974)0
- 04. Januar: Gerry Rafferty, britischer Singer-Songwriter (* 1947)
- 05. Januar: Domènec Cols i Puig, katalanischer katholischer Priester, Organist und Komponist (* 1928)
- 05. Januar: Roland Kayn, deutscher Organist und Komponist (* 1933)
- 05. Januar: Brian Rust, britischer Diskograf und Journalist (* 1922)
- 06. Januar: Ohan Durjan, armenischer Dirigent (* 1922)
- 06. Januar: Richard Wiedamann, deutscher Musiker und Komponist (* 1932)
- 07. Januar: Phil Kennemore, US-amerikanischer Bassist (* 1954)
- 07. Januar: Bobby Robinson, US-amerikanischer Musikproduzent (* 1917)
- 08. Januar: Hans Ulrich Engelmann, deutscher Komponist (* 1921)
- 08. Januar: Klauspeter Seibel, deutscher Dirigent (* 1936)
- 09. Januar: Debbie Friedman, Singer-Songwriterin und Interpretin jüdischer Liturgie (* 1951)
- 10. Januar: Liana Alexandra, rumänische Komponistin und Musikpädagogin (* 1947)
- 10. Januar: Jean-Marc Cochereau, französischer Dirigent (* 1949)
- 10. Januar: Boško Petrović, kroatischer Musiker (* 1935)
- 10. Januar: María Elena Walsh, argentinische Poetin, Schriftstellerin, Sängerin, Komponistin und Dramaturgin (* 1930)
- 10. Januar: Margaret Whiting, US-amerikanische Sängerin (* 1924)
- 11. Januar: Kıvırcık Ali, türkischer Sänger (* 1968)
- 11. Januar: Erwin Born, deutscher Dirigent (* 1914)
- 11. Januar: Vasile Mucea, Violinist und Sänger rumänischer Volksmusik aus der Bukowina (* 1933)
- 11. Januar: Tricia Woods, US-amerikanische Jazz- und Bluesmusikerin (Piano, Komposition) (* 1966)
- 12. Januar: Ryōjirō Furusawa, japanischer Jazzmusiker (* 1945)
- 13. Januar: Tommy Crain, US-amerikanischer Musiker (* 1951)
- 13. Januar: Ray Kaart, niederländischer Jazzmusiker (Trompete) (* 1934)
- 13. Januar: Alex Kirst, kanadischer Schlagzeuger (The Nymphs) (* 1964)
- 13. Januar: Walter Thielsch, deutscher Musiker, Schauspieler und Fotograf (* 1950)
- 14. Januar: Béla Kamocsa, rumänischer Musiker (* 1944)
- 14. Januar: Trish Keenan, britische Musikerin (* 1968)
- 14. Januar: Georgia Carroll Kyser, US-amerikanische Sängerin, Model und Schauspielerin (* 1919)
- 15. Januar: Gaston Allaire, kanadischer Musikwissenschaftler und -pädagoge, Pianist, Organist und Komponist (* 1916)
- 15. Januar: Gerhard Hellwig, deutscher Dirigent und Chorleiter (* 1925)
- 15. Januar: Harvey James, australischer Musiker (* 1952)
- 16. Januar: Augusto Algueró, spanischer Komponist (* 1934)
- 16. Januar: Michael Becker, deutscher Komponist und Songwriter (* 1954)
- 16. Januar: Steve Prestwich, australischer Musiker (* 1954)
- 17. Januar: Sigurjón Brink, isländischer Musiker (* 1974)
- 17. Januar: Knut Haugsoen, norwegischer Architekt, Pianist und Komponist (* 1935)
- 17. Januar: Don Kirshner, US-amerikanischer Musikproduzent (* 1934)
- 18. Januar: Don Ferrara, US-amerikanischer Jazztrompeter (* 1928)
- 19. Januar: Emilio Balcarce, argentinischer Tangokomponist, Arrangeur, Violinist, Bandoneonist und Bandleader (* 1918)
- 19. Januar: Franz Heinze, deutscher Orgelbauer (* 1931)
- 19. Januar: Antonín Kubálek, tschechisch-kanadischer Pianist (* 1935)
- 19. Januar: Ralf Regitz, deutscher Veranstalter der Techno-Szene (* 1964)
- 20. Januar: Greg Johnson, US-amerikanischer Musiker (* 1952)
- 20. Januar: Scott Seely, US-amerikanischer Musikproduzent (* 1911)
- 21. Januar: Eugenio Arango, kubanischer Perkussionist und Sänger (* 1934)
- 21. Januar: Harald Neukirch, deutscher Opernsänger (* 1928)
- 21. Januar: Rolf Julius, deutscher Klanginstallationskünstler und Hochschullehrer (* 1939)
- 21. Januar: Betty Smith, britische Musikerin (* 1929)
- 22. Januar: Bobby Poe, US-amerikanischer Sänger, Songwriter und Promoter (* 1933)
- 23. Januar: Joerg Holler, deutscher Musiker (* 1933)
- 23. Januar: Poppa Neutrino, US-amerikanischer Abenteurer und Musiker (* 1933)
- 24. Januar: Bhimsen Joshi, indischer Sänger (* 1922)
- 24. Januar: Audun Tylden, norwegischer Musikproduzent (1948)
- 25. Januar: Buddy Charleton, US-amerikanischer Gitarrist (* 1938)
- 25. Januar: Barrie Lee Hall junior, US-amerikanischer Jazzmusiker und Arrangeur (* 1949)
- 26. Januar: Gladys Horton, US-amerikanische Sängerin (* 1945)
- 26. Januar: Charlie Louvin, US-amerikanischer Countrymusiker (* 1927)
- 27. Januar: Mārtiņš Freimanis, lettischer Musiker, Schauspieler und Autor (* 1977)
- 27. Januar: Henrik Ostergaard, dänisch-US-amerikanischer Musiker (* 1963)
- 27. Januar: Tony Di Pardo, US-amerikanischer Musiker (* 1913)
- 27. Januar: Dick van der Capellen, niederländischer Jazzmusiker (* 1919)
- 28. Januar: Margaret Price, britische Sängerin (* 1941)
- 29. Januar: Milton Babbitt, US-amerikanischer Komponist (* 1916)
- 29. Januar: Tony Guerrero, US-amerikanischer Trompeter, Flügelhornist und Bandleader (* 1944)
- 30. Januar: John Barry, britischer Filmkomponist (* 1933)
- 30. Januar: Wolfgang Tilgner, deutscher Lyriker, Texter von Rock- und Schlagertexten, Sachbuchautor (* 1932)
- 31. Januar: Francis Zoro Kekana, südafrikanischer Sänger, Musiker und Komponist (* 1938)
- 31. Januar: Philipp Otto Naegele, deutsch-amerikanischer Geiger, Bratscher und Musikwissenschaftler (* 1928)
- 31. Januar: Doc Williams, US-amerikanischer Musiker (* 1914)
- 00. Januar: Jack Lewis, US-amerikanischer Musikproduzent (* unbekannt)
- 00. Januar: Olli Maier, deutscher Schauspieler und Sänger (* 1945)
- 00. Januar: Dirk Strahlmeier, deutscher Musiker (* unbekannt)

### Februar
- 01. Februar: Sidney Cipriano, brasilianischer Sänger (* 1964)
- 01. Februar: Medardus Höbelt, deutscher Musiker, Maler und Kirchenraumgestalter (* 1914)
- 02. Februar: Armando Chin Yong, malaysischer Opernsänger und Tenor (* 1958)
- 03. Februar: Herbert Gadsch, deutscher Kirchenmusiker und Komponist (* 1913)
- 03. Februar: Tony Levin, britischer Jazz-Schlagzeuger (* 1940)
- 03. Februar: Syra Marty, schweizerisch-US-amerikanische Schauspielerin und Tänzerin (* 1921)
- 03. Februar: Allen Smith, US-amerikanischer Jazz-Trompeter (* 1925)
- 03. Februar: Tatjana Schmyga, russische Operettensängerin, Film- und Theaterschauspielerin (* 1928)
- 03. Februar: Bill Triglia, US-amerikanischer Jazzpianist (* 1924)
- 04. Februar: Herbert Bings, deutscher Schlagzeuger (* 1951)
- 04. Februar: Nácia Gomes, kapverdische traditionelle Sängerin (* 1925)
- 04. Februar: Howard Lucraft, britischer Journalist und Komponist (* 1916)
- 04. Februar: Isadore Nathaniel Parker, US-amerikanischer Trompeter (* 1908)
- 04. Februar: Pepesito Reyes, kubanischer Pianist und Komponist (* 1916)
- 04. Februar: Alan Quinn, schottischer Ingenieur und Jazz-Posaunist (* 1943)
- 05. Februar: Gunnar Bergsten, schwedischer Jazz-Saxophonist (* 1945)
- 05. Februar. Mary Cleere Haran, US-amerikanische Sängerin (* 1952)
- 05. Februar: Billy Toliver, US-amerikanischer Dichter und Schlagzeuger (* 1937)
- 05. Februar: Pavel Vondruška, tschechischer Schauspieler und Musiker (* 1925)
- 06. Februar: Per Grundén, schwedischer Operettensänger und Schauspieler (* 1922)
- 06. Februar: Gary Moore, britischer Gitarrist, Komponist und Sänger (* 1952)
- 06. Februar: James Watson, britischer Trompeter und Dirigent (1951)
- 08. Februar: Sedje Hémon, niederländische Komponistin, Violinistin, Panflötistin und Malerin (* 1923)
- 08. Februar: Eugenio Toussaint, mexikanischer Jazzpianist und Komponist (* 1954)
- 09. Februar: Andrzej Przybielski, polnischer Jazz-Trompeter (* 1944)
- 10. Februar: Claus Helmut Drese, deutscher Opern- und Theaterintendant (* 1922)
- 10. Februar: Blanche Honegger, schweizerisch-US-amerikanische Violinistin und Dirigentin (* 1909)
- 11. Februar: Bad News Brown, haitianisch-kanadischer Hip-Hop-Musiker (* 1977)
- 12. Februar. Peter Alexander, österreichischer Sänger, Schauspieler und Unterhaltungskünstler (* 1926)
- 12. Februar. Hans Leygraf, schwedischer Pianist, Komponist und Dirigent (* 1920)
- 12. Februar: Frank-Ulrich Vögely, deutscher Komponist (* 1949)
- 13. Februar: Ernesto De Pascale, italienischer Musikjournalist (* 1958)
- 13. Februar: Manuel Esperón, mexikanischer Komponist (* 1911)
- 13. Februar: Walt Namuth, US-amerikanischer Jazzgitarrist (* 1942)
- 14. Februar: Edith Grosz, amerikanisch-niederländische Pianistin (* 1919)
- 14. Februar: George Shearing, britischer Pianist (* 1919)
- 15. Februar: Reiner Hartmut Luber, deutscher Folkmusiker (* 1949)
- 15. Februar: Karin Stanek, polnische Sängerin (* 1943)
- 16. Februar: David Shapiro, US-amerikanischer Jazz-Bassist und Musikpädagoge (* 1952)
- 17. Februar: Enrique Lear, argentinischer Tangosänger, -komponist und -dichter (* 1939)
- 17. Februar: Wolfram Schwinger, deutscher Operndirektor (* 1928)
- 17. Februar: Phil Vane, britischer Sänger (* 1965)
- 18. Februar: Ervin Lukács, ungarischer Dirigent (* 1928)
- 18. Februar: Carlos H. Veerhoff, deutsch-argentinischer Komponist (* 1926)
- 20. Februar: Malaysia Vasudevan, indischer Sänger (* 1944)
- 21. Februar: Odón Alonso, spanischer Dirigent und Komponist (* 1925)
- 22. Februar: Agneta Baumann, schwedische Jazzsängerin (* 1944)
- 22. Februar: Antonín Švorc, tschechischer Opernsänger (* 1934)
- 23. Februar. Karel De Wolf, belgischer Komponist, Dirigent und Musiker (* 1952)
- 23. Februar: Frans Elsen, niederländischer Jazzmusiker, Arrangeur und Komponist (* 1934)
- 23. Februar: Horst Mühlbradt, deutscher Jazzmusiker, Komponist und Arrangeur (* 1930)
- 24. Februar: Suze Rotolo, US-amerikanische Künstlerin und Bob Dylans Muse (* 1943)
- 24. Februar: Jens Winther, dänischer Jazz-Trompeter (* 1960)
- 25. Februar: Waleri Besrutschenko, sowjetischer bzw. russischer Klarinettist (* 1940)
- 26. Februar: Eugene Fodor, US-amerikanischer Violinist (* 1950)
- 27. Februar: Eddie Kirkland, US-amerikanischer Musiker (* 1923)
- 27. Februar: Olivier Magnenat, Schweizer Kontrabassist und Musikpädagoge (* 1950)
- 28. Februar: Elsina Hidersha, albanische Sängerin (* 1989)
- 28. Februar: Christel Jenniches, deutsche Amateur-Sängerin (* 1937)
- 28. Februar: Hy White, US-amerikanischer Gitarrist (* 1915)
- 00. Februar: Larry Weiss (* 1927)

### März
- 02. März: Lidija Anatoljewna Dawydowa, sowjetische bzw. russische Sopranistin und Kammersängerin (* 1932)
- 02. März: Čestmír Gregor, tschechischer Komponist und Musikwissenschaftler (* 1926)
- 02. März: Erling Kroner, dänischer Musiker (* 1943)
- 03. März: Aldo Clementi, italienischer Komponist (* 1925)
- 03. März: Bohdan Pociej, polnischer Musikwissenschaftler (* 1933)
- 03. März: Alex Wiska, deutscher Musiker (* 1950)
- 04. März: Johnny Preston, US-amerikanischer Sänger (* 1939)
- 04. März: Father Tom Vaughn, US-amerikanischer Jazzpianist und Priester (* 1936)
- 05. März: Wolfgang Fischer, deutscher Kirchenmusiker und Kirchenliederkomponist (* 1932)
- 05. März: Bob McCoy, US-amerikanischer Trompeter (* um 1929)
- 05. März: Kurt Rommel, deutscher Pfarrer und Kirchliedkomponist (* 1926)
- 05. März: Roger Vanhaverbeke, belgischer Jazz-Bassist (* 1930)
- 06. März: Herman Ernest, US-amerikanischer Musiker (* 1951)
- 07. März: Arnie Carruthers, US-amerikanischer Jazzpianist (* 1929)
- 07. März: Ruth Schob-Lipka, deutsche Opernsängerin (Mezzosopran) (* 1928)
- 08. März: Richard Campbell, britischer Musiker (* 1958)
- 08. März: St. Clair Lee, US-amerikanischer Musiker
- 08. März: Mike Starr, US-amerikanischer Musiker (* 1966)
- 09. März: Bob Marcucci, US-amerikanischer Musikproduzent (* 1930)
- 10. März: Mario Clavell, argentinischer Sänger und Komponist (* 1922)
- 10. März: Günter Gollasch, deutscher Klarinettist und Bandleader (* 1923)
- 10. März: Ralf Gollmitzer, deutscher Musiker (* 1965)
- 10. März: Franz Massinger, deutscher Pianist (* 1944)
- 10. März: Eddie Snyder, US-amerikanischer Komponist und Liedtexter (* 1919)
- 10. März: Walter Tuschla, deutscher Dirigent und Komponist (* 1938)
- 11. März: Jörg Brena, deutscher Sänger, Musiker und Hochschullehrer (* 1921)
- 11. März: Arno Forchert, deutscher Musikwissenschaftler (* 1925)
- 11. März: Willy Horváth, deutscher Violinist (* 1917)
- 11. März: Hugh Martin, US-amerikanischer Komponist (* 1914)
- 12. März: Joe Morello, US-amerikanischer Jazz-Schlagzeuger (* 1928)
- 12. März: Nilla Pizzi, italienische Sängerin (* 1921)
- 13. März: Hans Christian, österreichischer Opernsänger (* 1929)
- 14. März: Big Jack Johnson, US-amerikanischer Bluesmusiker (* 1940)
- 15. März: Smiley Culture, britischer Reggaemusiker (* 1963)
- 15. März: Nate Dogg, US-amerikanischer Sänger und Rapper (* 1969)
- 15. März: Chiquinha Gonzaga, brasilianische Sängerin und Akkordeonistin (* 1925)
- 15. März: Michael W. Hansen, deutscher Kabarettist und Sänger (* 1946)
- 15. März: Musa Juma, kenianischer Benga-Sänger (* 1968)
- 15. März: Roziya Karimova, usbekisch-sowjetischer Balletttänzerin, Sängerin, Schauspielerin und Choreografin (* 1916)
- 15. März: Yakov Kreizberg, österreichisch-US-amerikanischer Dirigent (* 1959)
- 15. März: Mario Rodríguez, kubanischer Sänger (* 1934)
- 15. März: Melvin Sparks, US-amerikanischer Jazzmusiker (* 1946)
- 16. März: Armen Halburian, US-amerikanischer Perkussionist (* 1933)
- 17. März: Ferlin Husky, US-amerikanischer Country-Sänger (* 1925)
- 17. März: Hanna Köhler, deutsche Schauspielerin und Sängerin (* 1944)
- 17. März: Irina Tigranova, russisch-armenische Musikwissenschaftlerin und Hochschullehrerin (* 1936)
- 18. März: Jet Harris, britischer Musiker (* 1939)
- 18. März: Klaus Storck, deutscher Cellist und Hochschullehrer (* 1928)
- 18. März: Woody Sonship Theus, US-amerikanischer Jazzmusiker (* 1952)
- 19. März: Åke Johansson, schwedischer Jazzpianist (* 1937)
- 20. März: Kurt Hauenstein, österreichischer Musiker (* 1949)
- 20. März: Ralph Mooney, US-amerikanischer Gitarrist (* 1928)
- 21. März: Loleatta Holloway, US-amerikanische Sängerin (* 1946)
- 21. März: Hansl Krönauer, deutscher Schlagersänger (* 1932)* 21. März: Pinetop Perkins, US-amerikanischer Pianist (* 1913)
- 21. März: Hideko Okiyama, japanische Filmschaffende (Schauspielerin, Regie) und Jazzsängerin (* 1945)
- 21. März: Kjeld Tolstrup, dänischer DJ (* 1965)
- 22. März: Victor Bouchard, kanadischer Pianist und Komponist (* 1926)
- 22. März: Zoogz Rift, US-amerikanischer Musiker, Maler und Wrestling-Promoter (* 1953)
- 22. März: Maria Vilardell i Viñas, katalanische klassische Pianistin und Musikförderin (* 1922)
- 23. März: Henry Jerome, US-amerikanischer Jazztrompeter und Bigband-Leader (* 1917)
- 23. März: Rolf Linnemann, deutscher Kabarettist und Chansonnier (* 1939)
- 23. März: Bernhard Stirnemann, Schweizer Liedermacher (* 1936)
- 25. März: Heinz Fibich, österreichischer Komponist (1936)
- 26. März: Alexander Barykin, russischer Rockmusiker (* 1952)
- 26. März: Ellen Helmus, niederländische Jazz- und Fusionmusikerin (* 1957)
- 26. März: Hans Jander, deutscher Konzertpianist und Hochschullehrer (* 1930)
- 27. März: Wolfgang Neutz, deutscher Musiker (* 1946)
- 27. März: Hans Stumpf, deutschamerikanischer Musiker
- 28. März: Lee Hoiby, US-amerikanischer Opernkomponist (* 1926)
- 28. März: Sonia Osorio, kolumbianische Tänzerin (* 1928)
- 28. März: Bill Scarlett, US-amerikanischer Jazzmusiker und Hochschullehrer (* 1929)
- 29. März: Bob Benny, belgischer Sänger (* 1926)
- 29. März: Robert Tear, britischer Tenor (* 1939)
- 29. März: Endre Wolf, schwedischer Violinist und Hochschullehrer (* 1913)
- 30. März: Ljudmila Gurtschenko, russische Schauspielerin und Sängerin (* 1935)
- 31. März: Mel McDaniel, US-amerikanischer Country-Sänger (* 1942)

### April
- 02. April: George E. Mahlberg, US-amerikanischer Schauspieler, Tontechniker, DJ, Hörfunkmoderator und Astrophysiker (* 1954)
- 02. April: Rolando Valdés-Blain, US-amerikanischer Gitarrist (* 1922)
- 03. April: Calvin Russell, US-amerikanischer Country-Sänger (* 1948)
- 03. April: Bernhild Thormaehlen, deutsche Ballerina und Tanzpädagogin (* 1944)
- 04. April: Scott Columbus, US-amerikanischer Musiker (* 1956)
- 04. April: Bronisław Kazimierz Przybylski, polnischer Komponist und Musikpädagoge (* 1941)
- 04. April: Daniel N. Tobler, Schweizer Manager und Konzertveranstalter (* 1939)
- 05. April: Gianni Brezza, italienischer Tänzer und Schauspieler (* 1937)
- 05. April: Anneliese Müller, deutsche Opernsängerin (* 1911)
- 06. April: Alfred Sous, deutscher Oboist (* 1925)
- 06. April: Sujatha, indisch-sri-lankische Schauspielerin und Sängerin (* 1952)
- 06. April: Kulle Westphal, deutscher Sänger und Synchronsprecher (* 1957)
- 07. April: François Chassagnite, französischer Jazzmusiker (* 1955)
- 07. April: Alfred Dürr, deutscher Musikwissenschaftler (* 1918)
- 08. April: Hideto Kanai, japanischer Jazzmusiker (* 1931)
- 08. April: Donald Shanks, australischer Opernsänger (* 1940)
- 09. April: Manfred Gätjens, deutscher Jazz- und Unterhaltungsmusiker, Arrangeur und Komponist (* 1926)
- 09. April: Orrin Tucker, US-amerikanischer Jazzmusiker (* 1911)
- 09. April: Randy Wood, US-amerikanischer Musikproduzent (* 1917)
- 10. April: Daniel Catán, mexikanisch-US-amerikanischer Komponist (* 1949)
- 10. April: Peter Muck, deutscher Musiker (* 1919)
- 11. April: Billy Bang, US-amerikanischer Jazzviolinist (* 1947)
- 11. April: La Esterella, belgische Sängerin (* 1919)
- 11. April: Graciela Naranjo, venezolanische Schauspielerin und Sängerin (* 1916)
- 11. April: Edgar Seipenbusch, österreichischer Komponist und Dirigent (* 1936)
- 12. April: Tony Dannon, US-amerikanischer Jazzmusiker und Arrangeur (* 1924)
- 12. April: Donald Mayberry, US-amerikanischer Jazz-Bassist (* ca. 1951)
- 14. April: I Wayan Sadra, indonesischer Jazzmusiker (* 1953)
- 15. April: Vincenzo La Scola, italienischer Tenor (* 1958)
- 16. April: Duke Ngcukana, südafrikanischer Jazzmusiker, Komponist und Lehrer (* 1948)
- 16. April: Henryk Zomerski, polnischer Musiker (* 1942)
- 17. April: Nikos Papazoglou, griechischer Sänger (* 1948)
- 18. April: Manni Holländer, deutscher Musiker (* 1952)
- 19. April: Jim Dickson, US-amerikanischer Musikproduzent und Manager (* 1931)
- 19. April: Wilhelm Dieter Siebert, deutscher Komponist (* 1931)
- 20. April: Guillermo Bedoya Martínez, peruanischer Sänger (* 1933)
- 20. April: Jérôme Lemay, kanadischer Musiker (* 1933)
- 20. April: Ted Quillim, US-amerikanischer Diskjockey (* 1930)
- 20. April: Gerard Smith, US-amerikanischer Musiker (* 1974)
- 20. April: Antonio Tauriello, argentinischer Komponist, Dirigent und Pianist (* 1931)
- 21. April: Reiner Schmidt, deutscher Musiker (* 1942)
- 21. April: Max Mathews, US-amerikanischer Pionier der Computermusik (* 1926)
- 21. April: Yoshiko Tanaka, japanische Schauspielerin und Sängerin (* 1956)
- 22. April: Hazel Dickens, US-amerikanische Bluegrass- und Folk-Sängerin, Aktivistin, Songwriterin, Kontrabassistin und Gitarristin (* 1925)
- 23. April: Peter Lieberson, US-amerikanischer Komponist (* 1946)
- 23. April: Huey Meaux, US-amerikanischer Musikproduzent (* 1929)
- 23. April: Ed Nuccilli, US-amerikanischer Musiker (* 1925)
- 24. April: August Hartmann, deutscher Orgelbauer (* 1931)
- 24. April: Johan van der Meer, niederländischer Dirigent (* 1913)
- 24. April: Joan Peyser, US-amerikanische Musikhistorikerin (* 1930)
- 25. April: Poly Styrene, britische Sängerin (* 1957)
- 26. April: Uno Seiichirō, japanischer Filmmusikkomponist (* 1927)
- 26. April: Phoebe Snow, US-amerikanische Sängerin (* 1950)
- 27. April: Franz Baur-Pantoulier, deutscher Tänzer und Choreograph (* 1931)
- 27. April: Anita Välkki, finnische Opernsängerin (* 1926)
- 29. April: Wladimir Krainew, russischer Pianist (* 1944)
- 30. April: Sylvin Rubinstein, russisch-polnischer Tänzer und Widerstandskämpfer (* 1914)

### Mai
- 01. Mai: Kittie Doswell, US-amerikanische Soul- und Jazzsängerin (* 1939)
- 02. Mai: Ernest Mothle, südafrikanischer Jazzmusiker (* 1941)
- 04. Mai: Frans de Kok, niederländischer Dirigent, Arrangeur, Komponist und Musiker (* 1924)
- 06. Mai: Kurt Maas, deutscher Jazzmusiker und Musikpädagoge (* 1942)
- 07. Mai: Johnny Albino, puerto-ricanischer Bolerosänger (* 1919)
- 07. Mai: Jane Rhodes, französische Opernsängerin (* 1929)
- 07. Mai: John Walker, US-amerikanischer Popmusiker (* 1943)
- 08. Mai: Cornell Dupree, US-amerikanischer Jazzgitarrist (* 1942)
- 10. Mai: Zim Ngqawana, südafrikanischer Jazzmusiker (* 1959)
- 10. Mai: Norma Zimmer, US-amerikanische Sängerin (* 1923)
- 11. Mai: Snooky Young, US-amerikanischer Jazztrompeter (* 1919)
- 12. Mai: Lloyd Knibb, jamaikanischer Ska-Schlagzeuger (* 1931)
- 13. Mai: Bernard Greenhouse, US-amerikanischer Cellist und Hochschullehrer (* 1916)
- 13. Mai: Wolfgang Ostberg, deutscher Schauspieler und Sänger (* 1939)
- 15. Mai: Bob Flanigan, US-amerikanischer Jazzmusiker und Musikmanager (* 1926)
- 15. Mai: Monte Ray „M-Bone“ Talbert, US-amerikanischer Musikproduzent und Rapper (* 1989)
- 15. Mai: Gerd Watkinson, deutscher Komponist (* 1918)
- 16. Mai: James „Curley“ Cooke, US-amerikanischer Gitarrist (* 1944)
- 16. Mai: Jim Rothermel, US-amerikanischer Musiker (* 1941)
- 17. Mai: Seán Dunphy, irischer Sänger (* 1937)
- 17. Mai: Bruce Haynes, US-amerikanischer Oboist und Musikwissenschaftler (* 1942)
- 17. Mai: Herbert F. Schubert, deutscher Tänzer und Choreograf (* 1931)
- 18. Mai: Leonard Kastle, US-amerikanischer Komponist und Filmemacher (* 1929)
- 18. Mai: Frank L. Lacy, US-amerikanischer Gitarrist und Musikpädagoge
- 19. Mai: József Csire, rumänischer Geiger, Dirigent und Komponist (* 1926)
- 19. Mai: Kathy Kirby, britische Sängerin (* 1938)
- 19. Mai: Alda Noni, italienische Opernsängerin (* 1916)
- 21. Mai: Michael Brenner, deutscher Musikmanager (* 1952)
- 21. Mai: David J. Hudson, US-amerikanischer Tonmeister (* 1943)
- 21. Mai: Dieter Klöcker, deutscher Klarinettist (* 1936)
- 22. Mai: Manolo Guatauba, puerto-ricanischer Musikproduzent
- 22. Mai: Ze’ev Steinberg, israelischer Musiker und Komponist (* 1918)
- 22. Mai: Faye Treadwell, US-amerikanische Musikmanagerin (* 1926)
- 23. Mai: Dietfried Bernet, österreichischer Dirigent (* 1940)
- 23. Mai: Juliette Bise, Schweizer Solistin (* 1922)
- 23. Mai: Elmar Schloter, deutscher Organist und Dirigent (* 1936)
- 25. Mai: Larry Kinley, US-amerikanischer Schauspieler und Sänger (* 1942)
- 26. Mai: Peter Boom, italienischer Schauspieler und Sänger (* 1936)

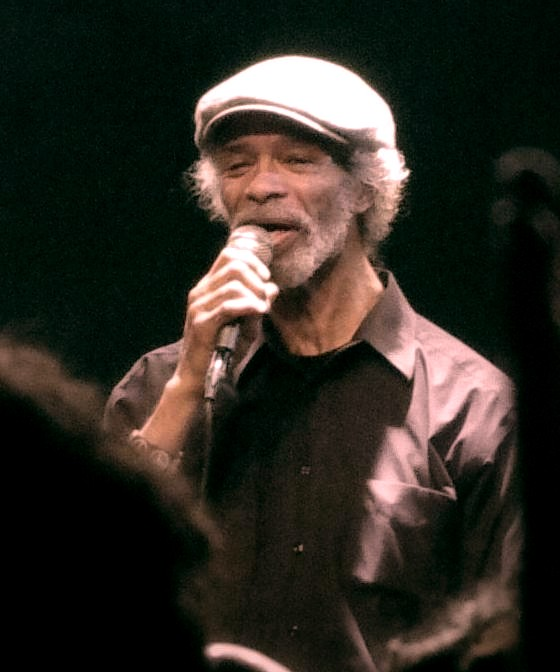
Gil Scott-Heron; † 27. Mai

- 27. Mai: Gil Scott-Heron, US-amerikanischer Musiker und Dichter (* 1949)
- 28. Mai: Françoise Groben, luxemburgische Cellistin (* 1965)
- 28. Mai: Manfred Moch, deutscher (Jazz)-Trompeter (* 1930)
- 28. Mai: Alys Robi, kanadische Sängerin (* 1923)
- 29. Mai: RIK, österreichischer Musiker (* 1962)
- 29. Mai: Hubert Beck, deutscher Kirchenmusiker (* 1935)
- 29. Mai: Vitaly Margulis, sowjetisch-US-amerikanischer Pianist und Hochschullehrer (* 1928)
- 30. Mai: Giorgio Tozzi, US-amerikanischer Opernsänger (* 1923)
- 30. Mai: Tillmann Uhrmacher, deutscher DJ (* 1967)
- 31. Mai: Sølvi Wang, norwegische Sängerin und Schauspielerin (* 1929)

### Juni
- 01. Juni: Manolo Otero, spanischer Sänger und Schauspieler (* 1942)
- 02. Juni: Ray Bryant, US-amerikanischer Jazzpianist (* 1931)
- 03. Juni: Andrew Gold, US-amerikanischer Musiker, Sänger und Komponist (* 1951)
- 03. Juni: Karl Schnürl, österreichischer Komponist, Musikwissenschaftler und Musikpädagoge (* 1924)
- 03. Juni: Benny Spellman, US-amerikanischer Sänger (* 1931)
- 04. Juni: Dimi Mint Abba, mauretanische Sängerin (* 1958)
- 04. Juni: Martin Rushent, britischer Musikproduzent (* 1948)
- 05. Juni: Leon Botha, südafrikanischer Musiker (* 1985)
- 05. Juni: Martti Lappalainen, finnischer Jazzmusiker, Orchester- und Festivalleiter (* 1941)
- 05. Juni: Basil Moses, südafrikanischer Jazzmusiker (Kontrabass) (* 1941)
- 06. Juni: Nils-Bertil Dahlander, schwedischer Musiker (* 1928)
- 07. Juni: Rudy Salvini, US-amerikanischer Musiker (* 1925)
- 07. Juni: Sven-Olof Walldoff, schwedischer Dirigent, Komponist und Musikproduzent (* 1929)
- 08. Juni: Gabriel Magyar, ungarischer Cellist und Musikpädagoge (* 1914)
- 08. Juni: Steve Popovich, US-amerikanischer Musikmanager (* 1942)
- 08. Juni: Alan Rubin, US-amerikanischer Musiker (* 1943)
- 09. Juni: Claude Léveillée, kanadischer Sänger, Komponist und Schauspieler (* 1932)
- 09. Juni: Aida Stucki, Schweizer Musikerin (* 1921)
- 10. Juni: Lothar Hoffmann-Erbrecht, deutscher Musikwissenschaftler und Hochschullehrer (* 1925)
- 10. Juni: Manfred Schubert, deutscher Komponist (* 1937)
- 10. Juni: György Szabados, ungarischer Musiker und Arzt (* 1939)
- 11. Juni: Gustav Ciamaga, kanadischer Komponist (* 1930)
- 12. Juni: Carl Gardner, US-amerikanischer Musiker (* 1928)
- 13. Juni: Dave McMurdo, kanadischer Musiker und Komponist (* 1944)
- 13. Juni: Germano Meneghel, brasilianischer Sänger (* 1961)
- 14. Juni: Bill Hemmans, US-amerikanischer Rhythm-and-Blues-Musiker (* 1942)
- 14. Juni: Asad Ali Khan, indischer Musiker (* 1937)
- 15. Juni: Vicente Grisolía, dominikanischer Pianist (* 1924)
- 15. Juni: Mae Wheeler, US-amerikanische Sängerin und Musikmanagerin (* 1934)
- 16. Juni: Wild Man Fischer, US-amerikanischer Musiker (* 1944)
- 18. Juni: Clarence Clemons, US-amerikanischer Musiker (* 1942)
- 20. Juni: Ottilie Patterson, britische Bluessängerin (* 1932)
- 20. Juni: Jerome Rosen, US-amerikanischer Komponist (* 1921)
- 22. Juni: Mbuta Mashakado, kongolesischer Sänger (* 1952)
- 22. Juni: Cyril Ornadel, britischer Komponist und Dirigent (* 1924)
- 22. Juni: Mike Waterson, britischer Folksänger (* 1941)
- 23. Juni: Fred Steiner, US-amerikanischer Filmkomponist (* 1923)
- 24. Juni: Friedrich Brunner, italienischer Musiker, Komponist, Kapellmeister, Lehrer, Autor und Künstler (* 1922)
- 25. Juni: Alice Playten, US-amerikanische Schauspielerin und Sängerin (* 1947)
- 26. Juni: Terry Monaghan, britischer Tanzpädagoge
- 27. Juni: Ian Wheeler, britischer Jazz-Musiker (* 1931)
- 27. Juni: Maciej Zembaty, polnischer Musiker und Autor (* 1944)
- 28. Juni: Luis Arcaraz junior, mexikanischer Komponist (* 1937)
- 28. Juni: Paul Baghdadlian, syrischer Sänger (* 1953)
- 28. Juni: Angélico Vieira, portugiesischer Sänger (* 1982)
- 30. Juni: Emil Petrovics, ungarischer Komponist (* 1930)
- 30. Juni: Liu Zhuang, chinesische Komponistin (* 1932)

### Juli
- 01. Juli: John Kuzma, US-amerikanischer Musiker (* 1951)
- 01. Juli: Bébé Manga, kamerunische Musikerin (* ca. 1951)
- 01. Juli: Ahmad Mansour, iranisch-US-amerikanischer Jazzgitarrist (1960)
- 01. Juli: Ruth Roberts, US-amerikanische Musikerin (* 1926)
- 02. Juli: Norbert Thiel, deutscher Balletttänzer (* 1936)
- 02. Juli: Paul Weeden, US-amerikanischer Jazz-Gitarrist (* 1923)
- 04. Juli: Wolf Frobenius, deutscher Musikwissenschaftler (* 1940)
- 04. Juli: Jane Scott, US-amerikanische Musikjournalistin und -kritikerin (* 1919)
- 04. Juli: Gerhard Unger, deutscher Opernsänger (* 1916)
- 05. Juli: Malcolm Forsyth, südafrikanisch-kanadischer Posaunist, Komponist, Dirigent und Musikpädagoge (* 1936)
- 05. Juli: Alphonso Mizell, US-amerikanischer Musikproduzent (* 1943)
- 05. Juli: Olha Parchomenko, sowjetische bzw. ukrainische Violinistin und Pädagogin (* 1928)
- 07. Juli: Manuel Galbán, kubanischer Musiker (* 1931)
- 07. Juli: Jean Pacalet, französischer Komponist und Musiker (* 1951)
- 07. Juli: Josef Suk, tschechischer Violinist (* 1929)
- 08. Juli: Gordon Krunnfusz, US-amerikanischer Musikpädagoge und Komponist (* 1931)
- 08. Juli: George McAnthony, italienischer Countrymusiker (* 1966)
- 09. Juli: Jorge Lima Barreto, portugiesischer Musiker und Komponist (* 1947)
- 09. Juli: Michael Burston, britischer Gitarrist (* 1949)
- 09. Juli: Facundo Cabral, argentinischer Sänger und Schriftsteller (* 1937)
- 09. Juli: Pernambuco do Pandeiro, brasilianischer Tamburinspieler (* 1924)
- 09. Juli: Ernst Pfiffner, Schweizer Komponist (* 1922)
- 10. Juli: Pierrette Alarie, kanadische Opernsängerin (Sopran) und Gesangspädagogin (1921)
- 10. Juli: Roland Petit, französischer Choreograph (* 1924)
- 11. Juli: Hans Günther Bastian, deutscher Musikpädagoge (* 1944)
- 13. Juli: François Cahen, französischer Fusion- und Jazzpianist und Komponist (* 1944)
- 13. Juli: Cornel Fugaru, rumänischer Komponist (* 1940)
- 13. Juli: Jerry Ragovoy, US-amerikanischer Songwriter und Musikproduzent (* 1930)
- 14. Juli: Poul Godske, dänischer Jazzmusiker (* 1929)
- 14. Juli: Antonio Prieto, chilenischer Schauspieler und Sänger (* 1927)
- 15. Juli: Eric Delaney, britischer Schlagzeuger und Bandleader (* 1924)
- 15. Juli: Cornell MacNeil, US-amerikanischer Opernsänger (* 1922)
- 17. Juli: Gil Bernal, US-amerikanischer Tenorsaxophonist und Sänger (* 1931)
- 17. Juli: Taiji Sawada, japanischer Musiker (* 1966)
- 17. Juli: Hawe Schneider, deutscher Jazzmusiker (* 1930)
- 17. Juli: Joe Lee Wilson, US-amerikanischer Jazzsänger (* 1935)
- 18. Juli: Sid Cooper, US-amerikanischer Jazzmusiker (* 1918)
- 18. Juli: Osvaldo Lacerda, brasilianischer Komponist und Musikpädagoge (* 1927)
- 19. Juli: Franz Bummerl, deutscher Musiker, Komponist und Arrangeur (* 1927)
- 19. Juli: Lil Greenwood, US-amerikanische Sängerin (* 1924)
- 20. Juli: Gisela Fiori, deutsche Schauspielerin und Tanzpädagogin (* 1940)
- 20. Juli: Manfila Kanté, guinesischer Gitarrist, Arrangeur und Komponist
- 22. Juli: Ismail Haj Ahmed, norwegischer Sänger und Tänzer (ca. 1990)
- 23. Juli: Carl Robert Helg, Schweizer Musiker (* 1956)
- 23. Juli: Johnny Hoes, niederländischer Musiker (* 1917)
- 23. Juli: Fran Landesman, US-amerikanische Liedtexterin (* 1927)

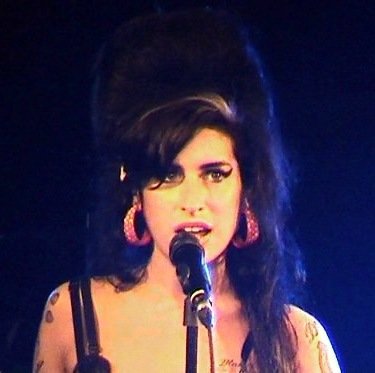
Amy Winehouse; † 23. Juli

- 23. Juli: Amy Winehouse, britische Sängerin (* 1983)
- 24. Juli: Harald Johnsen, norwegischer Jazzbassist (* 1970)
- 24. Juli: Dan Peek, US-amerikanischer Musiker (* 1950)
- 26. Juli: Joe Arroyo, kolumbianischer Sänger (* 1955)
- 26. Juli: Frank Foster, US-amerikanischer Jazzmusiker (* 1928)
- 26. Juli: Tim Smooth, US-amerikanischer Hip-Hop Musiker (* 1972)
- 28. Juli: Bernd Clüver, deutscher Schlagersänger (* 1948)
- 29. Juli: Nella Martinetti, Schweizer Sängerin (* 1946)
- 29. Juli: Jack Barlow, US-amerikanischer Country-Sänger (* 1924)
- 29. Juli: Gene McDaniels, US-amerikanischer Sänger und Songwriter (* 1935)
- 31. Juli: Jan Jongepier, niederländischer Organist (* 1941)
- 31. Juli: Ljubiša Stojanović, serbischer Sänger (* 1952)

### August
- 01. August: Milada Šubrtová, tschechoslowakische Opernsängerin (* 1924)
- 02. August: DeLois Barrett Campbell, US-amerikanische Gospelsängerin (* 1926)
- 02. August: Nikolai Kutusow, russischer Dirigent und Komponist
- 03. August: Louise Behrend, US-amerikanische Geigerin und Musikpädagogin (* 1916)
- 03. August: Jimmy Evans, US-amerikanischer Rockabilly-Musiker (* 1936)
- 03. August: Andrew „Mac“ McDermott, britischer Sänger (* 1966)
- 03. August: Jorge Neri, mexikanischer Komponist
- 03. August: Nikolai Petrow, russischer Pianist und Klavierpädagoge (* 1943)
- 04. August: Henk Alkema, niederländischer Komponist (* 1944)
- 04. August: Peter Czerny, deutscher Musikwissenschaftler, Publizist und sozialistisch-humanistischer Kulturfunktionär (* 1929)
- 04. August: Jeanne Landry, kanadische Pianistin, Musikpädagogin und Komponistin (* 1922)
- 04. August: Conrad Schnitzler, deutscher Musiker (* 1937)
- 05. August: Frank Gersthofer, deutscher Intendant, Dramaturg und Opernsänger (Bariton) (* 1940)
- 07. August: Marshall Grant, US-amerikanischer Musiker (* 1928)
- 07. August: Leo Mattioli, argentinischer Sänger (* 1972)
- 07. August: Jiří Traxler, tschechisch-kanadischer Jazzpianist (* 1912)
- 08. August: Andreas Porfetye, rumäniendeutscher Komponist, Pädagoge und Domkapellmeister (* 1927)
- 09. August: Jeanne Carroll, US-amerikanische Bluessängerin (* 1931)
- 09. August: Michael Galla, deutscher Rapper (* 1972)
- 10. August: Billy Grammer, US-amerikanischer Country-Musiker (* 1925)
- 11. August: Jani Lane, US-amerikanischer Sänger (* 1964)
- 11. August: Richard Turner, britischer Jazztrompeter (* 1984)
- 13. August: Baek Dae-ung, südkoreanischer Musikwissenschaftler (* 1943)
- 13. August: Topi Sorsakoski, finnischer Sänger (* 1952)
- 13. August: Ellen Winther, dänische Opernsängerin (Sopran) und Schauspielerin (* 1933)
- 14. August: Jeff Brown, US-amerikanischer Graffitikünstler und bedeutender Mitwirkender der Hip-Hop-Bewegung (* 1958)
- 14. August: DJ Energy, Schweizer Trance-DJ (* 1973)
- 15. August: Allain Leprest, französischer Sänger (* 1954)
- 16. August: Joel Chin, jamaikanischer Musikproduzent (* 1976)
- 16. August: Wedeli Köhler, deutscher Jazzgeiger (* 1949)
- 16. August: Emmerich Smola, deutscher Dirigent (* 1922)
- 18. August: Johnson, indischer Filmmusikkomponist (* 1953)
- 18. August: Ronny, deutscher Schlagersänger, Komponist und Produzent (* 1930)
- 19. August: Jaroslav Smolka, tschechischer Komponist und Musikwissenschaftler (* 1933)
- 19. August: Vilem Sokol, US-amerikanischer Musiker und Hochschullehrer (* 1915)
- 20. August: Ross Barbour, US-amerikanischer Sänger (* 1928)
- 22. August: Heinz Antholz, deutscher Historiker, Musikpädagoge und Hochschullehrer (* 1917)
- 22. August: Nickolas Ashford, US-amerikanischer Songwriter (* 1942)
- 22. August: Jean-Charles Capon, französischer Cellist (* 1936)
- 22. August: Jerry Leiber, US-amerikanischer Musikproduzent und Songwriter (* 1933)
- 24. August: Frank DiLeo, US-amerikanischer Musikmanager (* 1947)
- 24. August: Frederick Fox, US-amerikanischer Komponist und Musikpädagoge (* 1931)
- 24. August: Jack Hayes, US-amerikanischer Filmkomponist (* 1919)
- 24. August: Clive John, walisischer Rocksänger, Gitarrist und Keyboarder (* ca. 1945)
- 25. August: Lorenzo Morales, kolumbianischer Komponist und Akkordeonist (* 1914)
- 26. August: László Dobszay, ungarischer Musikwissenschaftler (* 1935)
- 27. August: Nikolaus Fheodoroff, österreichischer Komponist (* 1931)
- 28. August: Curt Paul Janz, Schweizer Musiker und Nietzsche-Biograph (* 1911)
- 29. August: David Honeyboy Edwards, US-amerikanischer Blues-Musiker (* 1915)
- 29. August: Herbert Feldhofer, österreichischer Komponist und Musiklehrer (* 1938)
- 29. August: Barbara Issakides, österreichische Pianistin und Widerstandskämpferin (* 1914)
- 30. August: Alla Bajanowa, russische Sängerin (* 1914)
- 30. August: Wolfgang Lauth, deutscher Jazzmusiker (* 1931)
- 30. August: Cactus Pryor, US-amerikanischer Rundfunkmoderator und Komiker (* 1923)

### September
- 01. September: Ricardo Castro Pinto, peruanischer Musiker, Komponist, Schauspieler, Tänzer und Liedersammler (* 1916)
- 01. September: Orangie Ray Hubbard, US-amerikanischer Country- und Rockabilly-Musiker (* 1933)
- 02. September: Tony Corsari, belgischer Fernsehmoderator und Sänger (* 1926)
- 02. September: Shriniwas Khale, indischer Komponist (* 1926)
- 04. September: Carlos Cristal, argentinischer Tangosänger (* 1942)
- 05. September: Salvatore Licitra, italienischer Opernsänger (* 1968)
- 07. September: Eddie Marshall, US-amerikanischer Schlagzeuger (* 1938)
- 07. September: Christopher Small, neuseeländischer Musikwissenschaftler und Autor (* 1927)
- 08. September: Eduard Muri, Schweizer Dirigent (* 1938)
- 09. September: Jonas Bergqvist, schwedischer Gitarrist und Sänger
- 09. September: Graham Collier, britischer Jazz-Musiker (* 1937)
- 09. September: Dušan Trbojević, jugoslawischer Pianist, Komponist und Hochschullehrer (* 1925)
- 11. September: Gino Latilla, italienischer Sänger (* 1924)
- 12. September: Dinah Kaye, britische Sängerin (* 1924)
- 12. September: Wade Mainer, US-amerikanischer Musiker (* 1907)
- 13. September: Wilma Lee Cooper, US-amerikanische Musikerin (* 1921)
- 13. September: DJ Mehdi, französischer Hip-Hop- und House-Produzent (* 1977)
- 15. September: Helga Pilarczyk, deutsche Opernsängerin (* 1925)
- 15. September: Regina Smendzianka, polnische Pianistin (* 1924)
- 16. September: Willie „Big Eyes“ Smith, US-amerikanischer Musiker (* 1936)
- 16. September: Mindaugas Tamošiūnas, litauischer Posaunist, Komponist und Orchesterleiter (* 1934)
- 17. September: Chuck Miller, US-amerikanischer Trompeter und Hochschullehrer (* 1944)
- 17. September: Cora Vaucaire, französische Chansonsängerin (* 1918)
- 18. September: Kurt Sanderling, deutscher Dirigent (* 1912)
- 19. September: Dolores Hope, US-amerikanische Sängerin (* 1909)
- 19. September: Ctirad Kohoutek, tschechischer Komponist, Musikpädagoge und -wissenschaftler (* 1929)
- 19. September: Johnny Răducanu, rumänischer Musiker (* 1931)
- 20. September: Frank Driggs, US-amerikanischer Autor und Jazzhistoriker (* 1930)
- 21. September: Marcel Bitsch, französischer Komponist (* 1921)
- 21. September: John Du Cann, britischer Gitarrist, Sänger und Songwriter (* 1946)
- 22. September: Micky Correa, indischer Bigband-Leader (* 1913)
- 22. September: Vesta Williams, US-amerikanische R&B-Sängerin (* 1957)
- 23. September: Joachim Gruner, deutscher Komponist (* 1933)
- 23. September: Norikatsu Koreyasu, japanischer Jazzmusiker (* ca. 1960)
- 23. September: José Niza, portugiesischer Musiker, Komponist und Politiker (* 1938)
- 24. September: Ethna Campbell, britische Fernsehpersönlichkeit und Sängerin (* 1937, 1938 oder 1939)
- 25. September: Jiří Stárek, tschechischer Dirigent (* 1923)
- 25. September: Alan Woerner, deutscher Songschreiber und Bandleader (* 1952)
- 25. September: Eva Renate Wutta, deutsche Musikwissenschaftlerin, Bibliothekarin und Autorin (* 1931)
- 26. September: Jessy Dixon, US-amerikanischer Gospelmusiker (* 1938)
- 26. September: Harry Muskee, niederländischer Blues-Sänger (* 1941)
- 27. September: Johnny Mathis, US-amerikanischer Countrysänger (* 1933)
- 27. September: Johnnie Wright, US-amerikanischer Country-Sänger (* 1914)
- 28. September: Leonard Dillon, jamaikanischer Musiker (* 1942)
- 28. September: Jenny Petra, deutsche Schlagersängerin (* 1934)
- 29. September: Sylvia Robinson, US-amerikanische Singer-Songwriterin und Produzentin (* 1936)
- 30. September: Theo Fürst, deutscher Komponist und Chorleiter (* 1932)
- 30. September: Alexander Grant, neuseeländischer Balletttänzer (* 1925)

### Oktober
- 01. Oktober: Butch Ballard, US-amerikanischer Schlagzeuger (* 1918)
- 01. Oktober: David Bedford, britischer Komponist (* 1937)
- 01. Oktober: Nereyda Rodríguez, dominikanische Folkloristin, Tänzerin und Choreografin (* 1931)
- 04. Oktober: Ruth Currie, US-amerikanische Tänzerin, Choreographin und Tanz-Pädagogin
- 04. Oktober: Daisy DeBolt, kanadische Musikerin und Singer-Songwriterin (* 1945)
- 05. Oktober: Roman Hofer, Schweizer Geistlicher und Kirchenmusiker (* 1942)
- 05. Oktober: Bert Jansch, britischer Folk-Musiker (* 1943)
- 06. Oktober: Bess Bonnier, US-amerikanische Jazzpianistin (* 1928)
- 06. Oktober: Wolfgang Gayler, deutscher Dirigent und Pianist (* 1934)
- 06. Oktober: Meta de Vries, niederländischer Hörfunkmoderatorin und Sängerin (* 1941)
- 08. Oktober: Billy Barton, US-amerikanischer Country- und Rockabilly-Musiker (* 1929)
- 08. Oktober: Nina Sorokina, russische Balletttänzerin (* 1942)
- 08. Oktober: Mikey Welsh, US-amerikanischer Musiker (* 1971)
- 08. Oktober: Roger Williams, US-amerikanischer Pianist (* 1924)
- 08. Oktober: Ingvar Wixell, schwedischer Bariton (* 1931)
- 09. Oktober: Siegfried Prölß, deutscher Tänzer und Fotograf (* 1934)
- 09. Oktober: George Reed, US-amerikanischer Jazz-Schlagzeuger (* 1922)
- 09. Oktober: Piet Noordijk, niederländischer Saxophonist (* 1932)
- 09. Oktober: Teodor Cosma, rumänischer Pianist und Orchesterleiter (* 1910)
- 10. Oktober: Tim Buktu, deutscher Musiker, Musikproduzent und Fotograf (* 1958)
- 10. Oktober: Lucy Ann Polk, US-amerikanische Sängerin (* 1927)
- 10. Oktober: Jagjit Singh, indischer Musiker (1941)
- 11. Oktober: George Buford, US-amerikanischer Blues-Musiker (* 1910)
- 11. Oktober: Freddie Gruber, US-amerikanischer Schlagzeuger (* 1927)
- 11. Oktober: Taku Mafika, simbabwischer Musiker (* 1983)
- 12. Oktober: Klaus Döge, deutscher Musikwissenschaftler (* 1951)
- 12. Oktober: Taz Gregorio, US-amerikanischer Musiker (* 1944)
- 12. Oktober: Paul Leka, US-amerikanischer Songwriter und Produzent (* 1943)
- 13. Oktober: Marty Harris, US-amerikanischer Pianist (* 1937)
- 13. Oktober: Thea Labes, deutsche Kirchenmusikerin (* 1937)
- 15. Oktober: Tongai „Dhewa“ Moyo, simbabwischer Sänger (* 1968)
- 16. Oktober: Ursula Cain, deutsche Tänzerin und Tanzpädagogin (* 1927)
- 16. Oktober: Pete Rugolo, US-amerikanischer Komponist und Arrangeur (* 1915)
- 18. Oktober: Bob Brunning, britischer Bassist (* 1943)
- 18. Oktober: Grete Wehmeyer, deutsche Pianistin, Lehrerin und Musikwissenschaftlerin (* 1924)
- 19. Oktober: Earl Gilliam, US-amerikanischer Bluespianist (* 1930)
- 19. Oktober: Mickey Goldsen, US-amerikanischer Musikverleger (* 1912)
- 19. Oktober: Günter Maurischat, deutscher Organist, Kantor, Pädagoge und Komponist (* 1930)
- 19. Oktober: Lars Sjösten, schwedischer Jazzpianist und Komponist (* 1941)
- 19. Oktober: Jon Weaving, australischer Opernsänger (* 1931)
- 21. Oktober: Robert Hunter, australischer Rapper (* 1975)
- 21. Oktober: Joachim Widlak, deutscher Dirigent (* 1930)
- 22. Oktober: Gene Kurtz, US-amerikanischer Musiker und Songwriter (* 1943)
- 22. Oktober: Edmundo Ros, trinidader Musiker (* 1910)
- 22. Oktober: Gerhard Steiff, deutscher Kirchenmusiker, Chorleiter, Dirigent und Komponist (* 1937)
- 22. Oktober: Hans Versteegt, niederländischer Orgelbauer (* 1928)
- 23. Oktober: Jean Amadou, französischer Sänger (* 1929)
- 23. Oktober: Rudolf Elvers, deutscher Musikwissenschaftler (* 1924)
- 23. Oktober: William Franklin Lee III, US-amerikanischer Musiker und Hochschullehrer (* 1929)
- 23. Oktober: Henk Pleket, niederländischer Sänger und Musiker (* 1937)
- 24. Oktober: Kōji Fujika, japanischer Jazzmusiker (* 1933)
- 25. Oktober: Tommy Doss, US-amerikanischer Country-Musiker (* 1920)
- 25. Oktober: Manuel López Ochoa, mexikanischer Schauspieler und Sänger (* 1933)
- 28. Oktober: Beryl Davis, britisch-US-amerikanische Sängerin (* 1924)
- 28. Oktober: Walter Norris, US-amerikanischer Jazzpianist (* 1931)
- 28. Oktober: Gerhard Sterr, deutscher Musiker (* 1933)
- 29. Oktober: Daryl „Flea“ Campbell, US-amerikanischer Jazz-Trompeter (* 1924)
- 29. Oktober: Robert Lamoureux, französischer Schauspieler, Komiker, Sänger und Regisseur (* 1920)
- 29. Oktober: Jimmy Savile, britischer Fernsehmoderator und DJ (* 1926)
- 29. Oktober: Ian Spink, britischer Musikwissenschaftler (* 1932)
- 30. Oktober: Amédée Pierre, ivorischer Sänger (* 1937)
- 31. Oktober: Liz Anderson, US-amerikanische Country-Sängerin (* 1927)
- 00. Oktober: Gerryck King, US-amerikanischer Jazzmusiker (Schlagzeug) (* um 1960)

### November
- 01. November: André Hodeir, französischer Autor, Arrangeur und Komponist (* 1921)
- 01. November: Christiane Legrand, französische Sängerin (* 1930)
- 02. November: Papa Bue, dänischer Musiker (* 1930)
- 02. November: Gabriele Stegmüller-Zimmermann, deutsche Musikerin und Hochschullehrerin (* 1925)
- 04. November: Ana Štefok, kroatische Sängerin (* 1940)
- 05. November: Bhupen Hazarika, indischer Musiker und Filmregisseur (* 1926)
- 05. November: Gisela Schröter, deutsche Opern- und Konzertsängerin (Dramatischer Sopran/Mezzosopran) (* 1928)
- 06. November: Gordon Beck, britischer Jazzmusiker (* 1936)
- 06. November: Mito Loeffler, französischer Gitarristin (* 1961)
- 07. November: Andrea True, US-amerikanische Pornodarstellerin, Schauspielerin und Sängerin (* 1943)
- 07. November: Hans-Jürgen Walther, deutscher Dirigent und Musikschulleiter (* 1919)
- 08. November: Heavy D, US-amerikanischer Rapper und Schauspieler (* 1967)
- 08. November: Jimmy Norman, US-amerikanischer Sänger und Songwriter (* 1937)
- 09. November: Renée Franke, deutsche Schlagersängerin (* 1928)
- 09. November: Werner Thomas, deutscher Musikhistoriker, Pädagoge, Gymnasialdirektor, Freund und Mitarbeiter von Carl Orff (* 1910)
- 10. November: Daniela D’Ercole, italienische Jazzsängerin (* 1979)
- 10. November: Andy Tielman, niederländischer Sänger und Gitarrist (* 1936)
- 11. November: Michael Garrick, britischer Jazzmusiker und Komponist (* 1933)
- 11. November: Paul Eberhard Kreisel, deutscher Kirchenmusiker und Komponist (* 1931)
- 11. November: Karel Mareš, tschechischer Komponist, Songwriter, Schauspieler und Theaterregisseur (* 1927)
- 11. November: Peter Narváez, kanadischer Gitarrist und Musikethnologe (* 1942)
- 12. November: Doyle Bramhall, US-amerikanischer Blues-Musiker (* 1949)
- 13. November: Alfredo Herrera Gómez, mexikanischer Musiker (* 1987)
- 13. November: Diego Rivas, mexikanischer Musiker

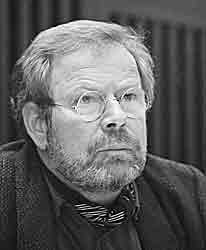
Franz Josef Degenhardt; † 14. November

- 14. November: Franz Josef Degenhardt, deutscher Liedermacher und Schriftsteller (* 1931)
- 14. November: Friedrich Ferdinand Hommel, deutscher Musikwissenschaftler (* 1929)
- 14. November: Lee Pockriss, US-amerikanischer Komponist (* 1924)
- 15. November: Moogy Klingman, US-amerikanischer Musiker und Produzent (* 1950)
- 17. November: Al Dreares, US-amerikanischer Jazzschlagzeuger (* 1927)
- 17. November: Gary Garcia, US-amerikanischer Musiker
- 17. November: Fabio González-Zuleta, kolumbianischer Komponist (* 1920)
- 19. November: Raymond Fonsèque, französischer Jazzposaunist (* 1930)
- 19. November: Ladi Geisler, deutscher Musiker (* 1927)
- 20. November: Russell Garcia, US-amerikanischer Komponist (* 1916)
- 20. November: Billy James, US-amerikanischer Jazzmusiker (* 1938)
- 20. November: Sharda Sahai, indischer Tablaspieler (* 1935)
- 21. November: Roberto Spizzichino, italienischer Schlagzeuger und Kunsthandwerker (* 1944)
- 21. November: Paul Yandell, US-amerikanischer Musiker (* 1935)
- 22. November: Sena Jurinac, jugoslawisch-österreichische Opernsängerin (* 1921)
- 22. November: Argyris Kounadis, griechischer Komponist (* 1924)

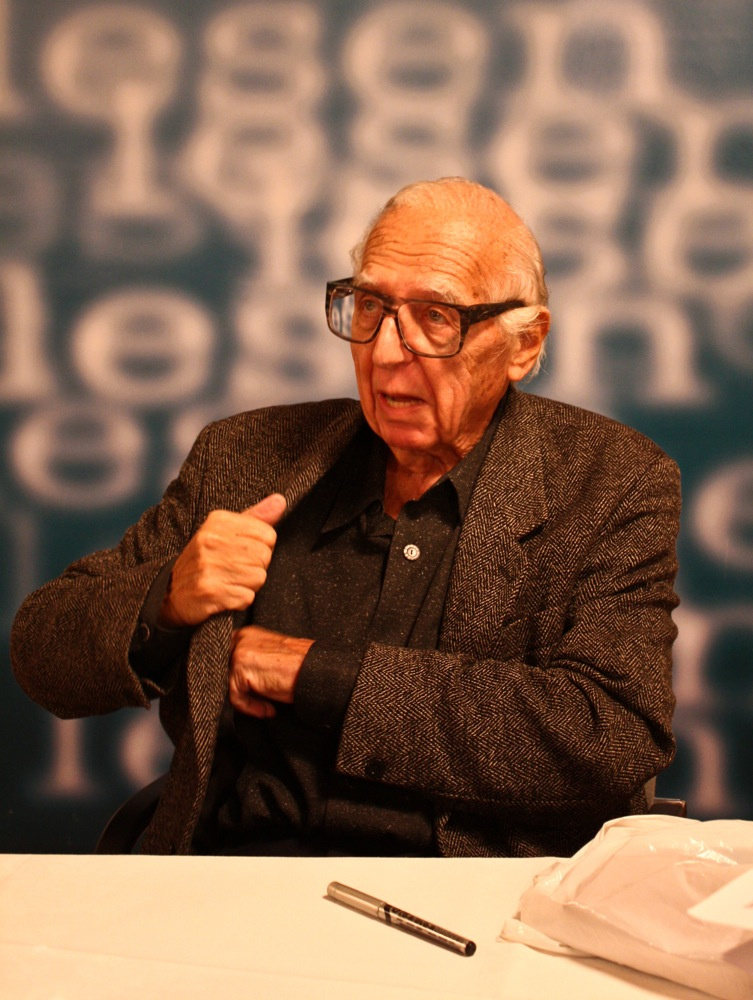
Georg Kreisler; † 22. November

- 22. November: Georg Kreisler, US-amerikanischer Musiker, Satiriker und Schriftsteller (geboren 1922)
- 22. November: Paul Motian, US-amerikanischer Jazz-Schlagzeuger und Bandleader (* 1931)
- 22. November: Hans Reichel, deutscher Gitarrist und Schriftgestalter (* 1949)
- 22. November: Kristian Schultze, deutscher Keyboarder, Arrangeur und Komponist (* 1845)
- 22. November: Himie Voxman, US-amerikanischer Musikpädagoge (* 1912)
- 23. November: Montserrat Figueras, spanische Sopranistin (* 1942)
- 23. November: Art Hillery, US-amerikanischer Jazzmusiker (* 1925)
- 23. November: Barry Llewellyn, jamaikanischer Musiker (* 1947)
- 23. November: Horacio Villafañe, argentinischer Musiker (* 1963)
- 23. November: Charles de Wolff, niederländischer Dirigent (* 1932)
- 24. November: Ludwig Hirsch, österreichischer Liedermacher und Schauspieler (* 1946)
- 24. November: Imants Kokars, sowjetisch-lettischer Dirigent (* 1921)
- 24. November: Ross McManus, britischer Musiker (* 1927)
- 24. November: Horst Dietrich Schlemm, deutscher lutherischer Geistlicher und Posaunenwart (* 1919)
- 25. November: Don DeVito, US-amerikanischer Musikproduzent (* 1939)
- 25. November: Klaus Haller, deutscher Bibliothekar, Musikwissenschaftler, Komponist und Chorleiter (* 1939)
- 25. November: Coco Robicheaux, US-amerikanischer Bluesmusiker (* 1947)
- 25. November: Eberhard Schmidt, deutscher Studienrat und Musikfunktionär (* 1930)
- 25. November: Heinz Schönberger, deutscher Jazzmusiker und Orchesterleiter (* 1926)
- 25. November: Dietrich Steinbeck, deutscher Kulturjournalist
- 27. November: Keef Hartley, britischer Musiker (* 1944)
- 27. November: Sultan Khan, indischer Musiker und Sänger (* 1940)
- 27. November: Judd Woldin, US-amerikanischer Pianist und Komponist (* 1925)
- 29. November: Vijay Raghav Rao, indischer Flötist, Komponist und Musikpädagoge (* 1925)
- 30. November: J. Blackfoot, US-amerikanischer Musiker (* 1946)
- 30. November: Kuldeep Manak, indischer Musiker (* 1951)
- 30. November: Benyamin Sönmez, türkischer Cellist (* 1983)

### Dezember
- 02. Dezember: Hans Knipp, deutscher Komponist (* 1946)
- 02. Dezember: Bill Tapia, US-amerikanischer Musiker (* 1908)
- 02. Dezember: Howard Tate, US-amerikanischer Sänger (* 1939)
- 02. Dezember: Al Vega, US-amerikanischer Jazzpianist (* 1921)
- 03. Dezember: Philip „Fatis“ Burrell, jamaikanischer Musikproduzent (* 1954)
- 03. Dezember: Peter Zinsli, Schweizer Volksmusiker (* 1934)
- 04. Dezember: Tommy Hill, US-amerikanischer Rapper
- 04. Dezember: RJ Rosales, philippinischer Sänger und Schauspieler (* 1974)
- 04. Dezember: Hubert Sumlin, US-amerikanischer Blues-Gitarrist (* 1931)
- 05. Dezember: Michel Descombey, französischer Theaterregisseur und Balletttänzer (* 1930)
- 05. Dezember: Violetta Villas, polnische Sängerin (* 1938)
- 06. Dezember: Dobie Gray, US-amerikanischer Sänger und Songwriter (* 1940)
- 06. Dezember: Barbara Orbison, US-amerikanische Musikproduzentin (* 1950)
- 07. Dezember: Bob Burnett, US-amerikanischer Sänger (* 1940)
- 08. Dezember: Johnny Glasel, US-amerikanischer Jazztrompeter und Musiker-Gewerkschafter (* 1930)
- 08. Dezember: Eddy House, belgischer Musiker, Komponist und Arrangeur (* 1946)
- 08. Dezember: Richard Hunt, britisch-kanadischer Pianist, Komponist, Arrangeur und Musikpädagoge (* 1930)
- 08. Dezember: Miki Minoru, japanischer Komponist (* 1930)
- 08. Dezember: Dick Sims, US-amerikanischer Musiker (* 1951)
- 08. Dezember: Dan Spears, US-amerikanischer Musiker (* 1949)
- 09. Dezember: Philippe Bas, französischer Jazzpianist und Komponist (* 1953)
- 09. Dezember: Dustin Hengst, US-amerikanischer Musiker
- 09. Dezember: Jacques B. Hess, französischer Bassist, Musikkritiker und -historiker (* 1926)
- 09. Dezember: Myra Taylor, US-amerikanische Jazzsängerin und Songwriterin (* 1917)
- 10. Dezember: Karryl Smith, US-amerikanische Musikerin
- 11. Dezember: Enric Barbat i Botey, katalanischer Liedermacher und Sänger (* 1943)
- 11. Dezember: Fritz Maldener, deutscher Jazzpianist, Musikproduzent und Komponist (* 1935)
- 12. Dezember: John Atterberry, US-amerikanischer Musikproduzent (* 1971)
- 12. Dezember: Milly Ericson, US-amerikanische Sängerin und Schauspielerin (* 1927)
- 12. Dezember: Mălina Olinescu, rumänische Musikerin (* 1974)
- 13. Dezember: Anthony Amato, US-amerikanischer Opernleiter (* 1920)
- 14. Dezember: Jeanette McLeod, britische Jazzsängerin (* 1946)
- 14. Dezember: Billie Jo Spears, US-amerikanische Country-Sängerin (* 1937)
- 15. Dezember: Bob Brookmeyer, US-amerikanischer Jazz-Posaunist (* 1929)
- 15. Dezember: Bernat Pomar, spanischer Komponist und Violinist (* 1932)
- 16. Dezember: Slim Dunkin, US-amerikanischer Rapper (* 1987)
- 17. Dezember: John Bishop, US-amerikanischer Gitarrist (* 1946)
- 17. Dezember: Sérgio Borges, portugiesischer Musiker (* 1944)
- 17. Dezember: Cesária Évora, kapverdische Sängerin (* 1941)
- 17. Dezember: Thussy Gorischek, österreichische Violinistin (* 1940)
- 18. Dezember: Ralph MacDonald, US-amerikanischer Musiker und Songwriter (* 1944)
- 18. Dezember: Johnny Silvo, britischer Sänger (* 1936)
- 20. Dezember: Václav Zítek, tschechischer Opernsänger (* 1932)
- 21. Dezember: Roberto Szidon, brasilianischer Pianist (* 1941)
- 21. Dezember: Pauli Virta, finnischer Musiker und Sänger (* 1945)
- 22. Dezember: Piotr Figiel, polnischer Musiker (* 1940)
- 22. Dezember: Nina Mula, albanische Sopranistin (* 1931)

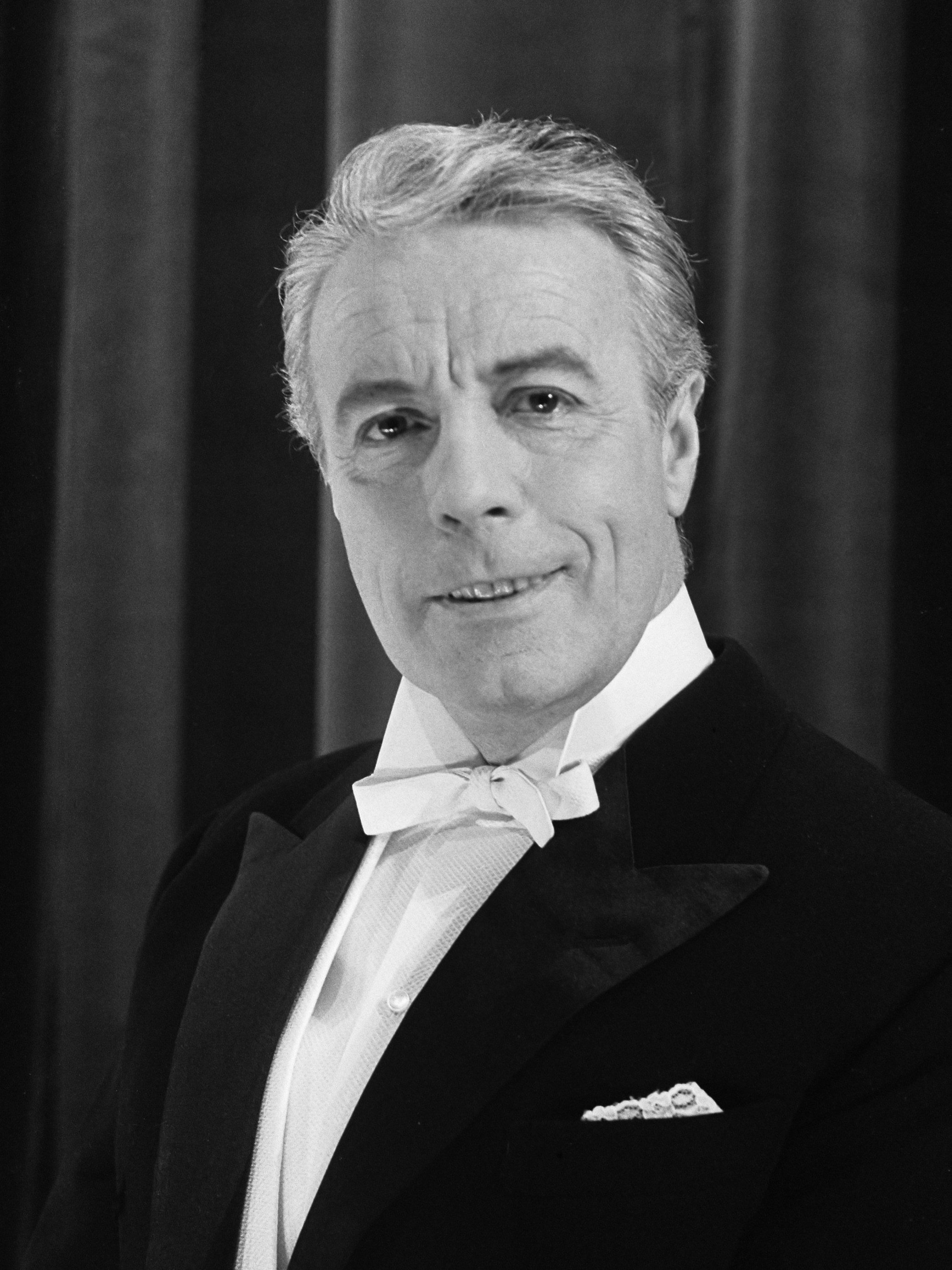
Johannes Heesters; † 24. Dezember

- 24. Dezember: Johannes Heesters, niederländisch-österreichischer Sänger und Schauspieler (* 1903)
- 24. Dezember: Zsuzsa Mary, ungarische Musikerin (* 1947)
- 24. Dezember: Al Russell, US-amerikanischer Pianist, Sänger und Songwriter (* 1921)
- 25. Dezember: Adrienne Cooper, US-amerikanische Musikerin (* 1946)
- 26. Dezember: Barbara Lea, US-amerikanische Sängerin und Schauspielerin (* 1929)
- 26. Dezember: Betty Jane Rhodes, US-amerikanische Sängerin und Schauspielerin (* 1921)
- 26. Dezember: Sam Rivers, US-amerikanischer Jazzmusiker (* 1923)
- 25. Dezember: Jim Sherwood, US-amerikanischer Musiker (* 1942)
- 26. Dezember: Sam Rivers, US-amerikanischer Jazz-Saxophonist (* 1923)
- 27. Dezember: Christine Rosholt, US-amerikanische Jazzsängerin (* 1965)
- 27. Dezember: Dan Terry, US-amerikanischer Trompeter, Arrangeur und Bigband-Leader (* 1924)
- 28. Dezember: Kaye Stevens, US-amerikanische Sängerin und Schauspielerin (* 1932)
- 29. Dezember: Robert Dickey, US-amerikanischer Gitarrist und Sänger (* 1939)
- 30. Dezember: Richard Lainhart, US-amerikanischer Komponist (* 1953)
- 30. Dezember: Feo Mustakowa-Genadiewa, bulgarische Balletttänzerin (* 1909)
- 00. Dezember: Bill Bowen, US-amerikanischer Rockabilly-Musiker (* 1923)

### Genaues Todesdatum unbekannt
- Roberto Escobar Budge, chilenischer Komponist und Philosoph (* 1926)
- Marta Cuervo, kubanische klassische Gitarristin und Musikpädagogin (* um 1930)
- Charlie Craig, US-amerikanischer Musiker (* 1938)
- Boghos Gelalian, armenischer Pianist, Komponist und Musikpädagoge (* 1922)
- Alex Konadu, ghanaischer Gitarrist und Sänger (* 1950)
- Dereje Mekonnen, äthiopischer Musiker (Piano, Keyboard), Arrangeur und Komponist (* 1962)
- Mike Watson, britischer Gitarrist (* 1923)
- Rudy Williams, US-amerikanischer Jazz-Trompeter (* 1941)
- Stanley Wright, US-amerikanischer Jazzmusiker und Musikpädagoge (* 1949)